# زرنيخ
الزِرْنِيْخ هو عنصر كيميائي رمزه As وعدده الذرّي 33؛ ويقع ضمن عناصر الدورة الرابعة وفي المجموعة الخامسة عشر (المجموعة الخامسة وفق ترقيم المجموعات الرئيسية) في الجدول الدوري، وهو يقع في المرتبة الثالثة في مجموعة النتروجين. يصنّف الزرنيخ كيميائياً ضمن أشباه الفلزّات؛ وتوجد منه متآصلات (أشكال) مختلفة في الطبيعة، ولكن الشكل الأكثر شيوعاً وأهميّةً بالنسبة للصناعة هو الشكل الرمادي. يندر العثور على الزرنيخ على العموم بشكله العنصري الطبيعي؛ ولكنّه بالمقابل يدخل في تركيب العديد من المعادن، وذلك غالباً مع الكبريت في معادن الكبريتيدات.
عُرف الزرنيخ ومركّباته منذ التاريخ القديم، وانتشرت المعارف المتعلّقة به في مختلف الحضارات. يُعدّ الزرنيخ من العناصر السامّة، ولا يعرف له دورٌ حيويٌّ بالنسبة للبشر؛ وهو يوجد بآثارٍ ضئيلةٍ طبيعياً في الجسم. تؤدّي زيادة التركيز من الزرنيخ اللاعضوي إلى التسمّم؛ حيث يقوم هذا العنصر بدور مكسّر ومطفّر للكروموسومات (الصبغيات) في الجسم.
يشيع استخدام الزرنيخ في الصناعة، وخاصّةً في إشابة أشباه الموصلات في الصناعات الإلكترونية؛ بالإضافة إلى استخدامه في تحضير مركّب زرنيخيد الغاليوم، الذي له تطبيقات مهمّة في مجال الكهرضوئيات؛ كما يدخل الزرنيخ في تركيب السبائك مع الرصاص؛ وكذلك في صناعة المبيدات وفي إنتاج مستحضرات حفظ الخشب؛ إلّا أنّ التطبيقات الأخيرة في تناقص، بسبب سمّيّة الزرنيخ ومركّباته؛ بالإضافة إلى خطر تلوّث المياه الجوفية.

## التاريخ

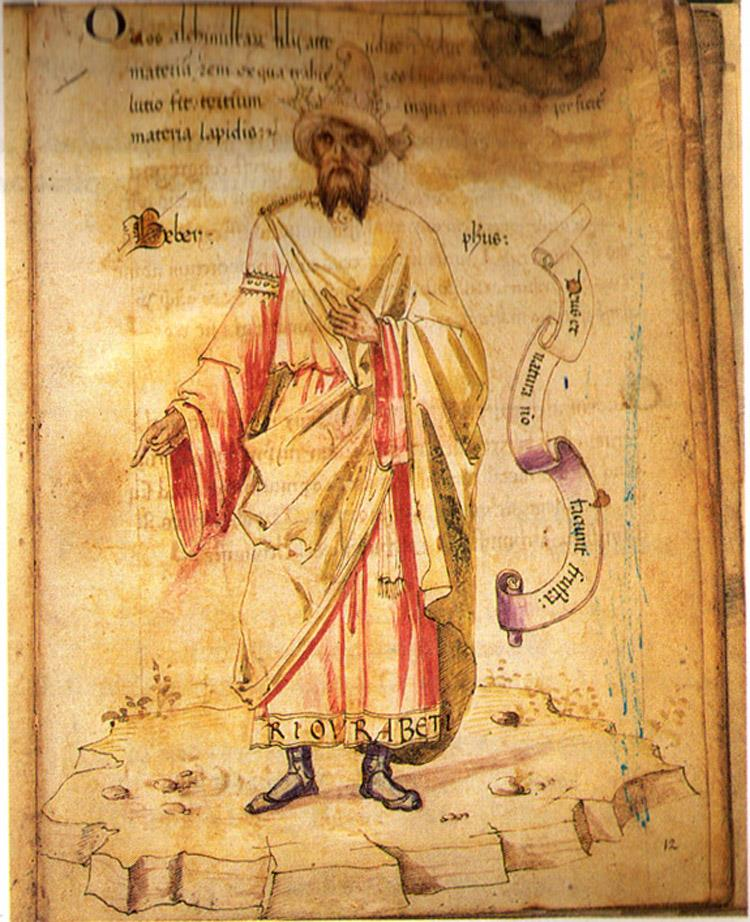
أجرى جابر بن حيان تجارب ناجحة في فصل الزرنيخ

عُرفت كبريتيدات الزرنيخ (مثل الرهج الأصفر ورهج الغار) وأكاسيده منذ القدم، وكانت لها تطبيقات مختلفة. كما كان الزرنيخ يُمزَج أحياناً مع البرونز خلال العصر البرونزي، ممّا كان يجعل السبيكة أكثر صلابةً (وهي تعرف حالياً باسم البرونز الزرنيخي). حوالي 300 سنة قبل الميلاد وَصفَ زوسيموس من بانوبوليس كيفية تحميص رهج الغار «sandarach» للحصول على «سحابة من الزرنيخ» (ثلاثي أكسيد الزرنيخ)، والتي استحصل منها على الزرنيخ الرمادي بتفاعل اختزال. وقبل سنة 815 للميلاد؛ وصف جابر بن حيان كيفية فصل وعزل الزرنيخ بشكل مفصّل، كما تمكن ألبرتوس ماغنوس لاحقاً سنة 1250 من وصف عملية فصل عنصر الزرنيخ من تسخين ثلاثي كبريتيد الزرنيخ. عرف الصينيون الآثار السامّة للزرنيخ، حيث وصفت موسوعة بنتساو كانغمو في القرن السادس عشر الميلادي استخدام الزرنيخ ومستحضراته مبيداتٍ للآفات في حقول الأرز. لم تكن في البداية أعراض التسمّم بالزرنيخ موصوفةً بالدقّة الكافية، لذلك انتشرت في التاريخ حالات القتل المتعمّد بالزرنيخ، إلى أن طُوّرت اختبارات الكشف، وأشهرها وأكثرها حساسية هو اختبار مارش. نظراً لشيوع استخدام الزرنيخ في حالات القتل في العائلات المالكة أثناء التنازع على العرش، ونظراً لسمّيته الشديدة وسهولة إخفائه، فقد أطلق عليه اسم «سمّ الملوك» وكذلك «ملك السموم».

رمز خيميائي للزرنيخ

كان يوهان شرودر من أوائل من نشر عن هذا العنصر في العصور الحديثة، حيث نشر سنة 1649 أسلوبين للحصول على الزرنيخ. يعدّ سائل كاديت المدخِّن أوّل مركّب عضوي فلزّي جرى تحضيره بشكل مصطنع، وذلك سنة 1760 من الكيميائي لوي كلود كاديت دي غاسيكو، عند قيامه بمفاعلة أسيتات البوتاسيوم مع ثلاثي أكسيد الزرنيخ. منح بيرسيليوس العنصر الرمز As سنة 1814 من الاسم الإغريقي للعنصر «Arsenikós». كان أبيض الزرنيخ (أكسيد الزرنيخ) في العصر الفيكتوري مستخدماً ضمن مستحضرات التجميل، حيث كان يُظنُّ أنّ دَعكَه على البشرة يؤدّي إلى تحسينها؛ كما شاع استخدام أبيض الزرنيخ في تحضير الخُضُب، حيث كان يضاف من أجل زيادة النصوع. من الخُضُب الزرنيخية التي شاع استخدامها في البداية منذ اكتشافها في القرنين الثامن عشر والتاسع عشر كلٌ من أخضر باريس وأخضر شيله؛ ولكن مع انتشار المعارف عن سمّيّة الزرنيخ قَلَّ انتشار استخدامها لغرض التلوين؛ ولكن بالمقابل بدأ منذ أوخر القرن التاسع عشر استخدام الزرنيخ ومركّباته في تحضير المبيدات، مثل مركّب زرنيخات الكالسيوم (زرنيخ الجير) وزرنيخات الرصاص الهيدروجينية (زرنيخ الرصاص)، قبل أن تُطَوَّر طرقُ تحضير المبيدات العضوية لاحقاً، مثل DDT سنة 1942.

## الوفرة الطبيعية

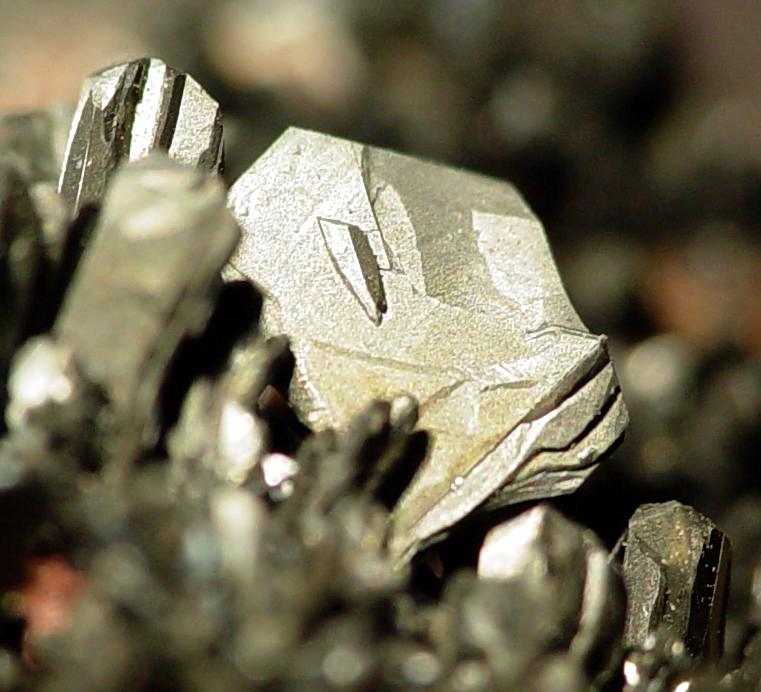
صورة مكبَّرة لبلورةٍ من الزرنيخ من عيّنةٍ عُثرَ عليها في منطقة كلادنو في التشيك.

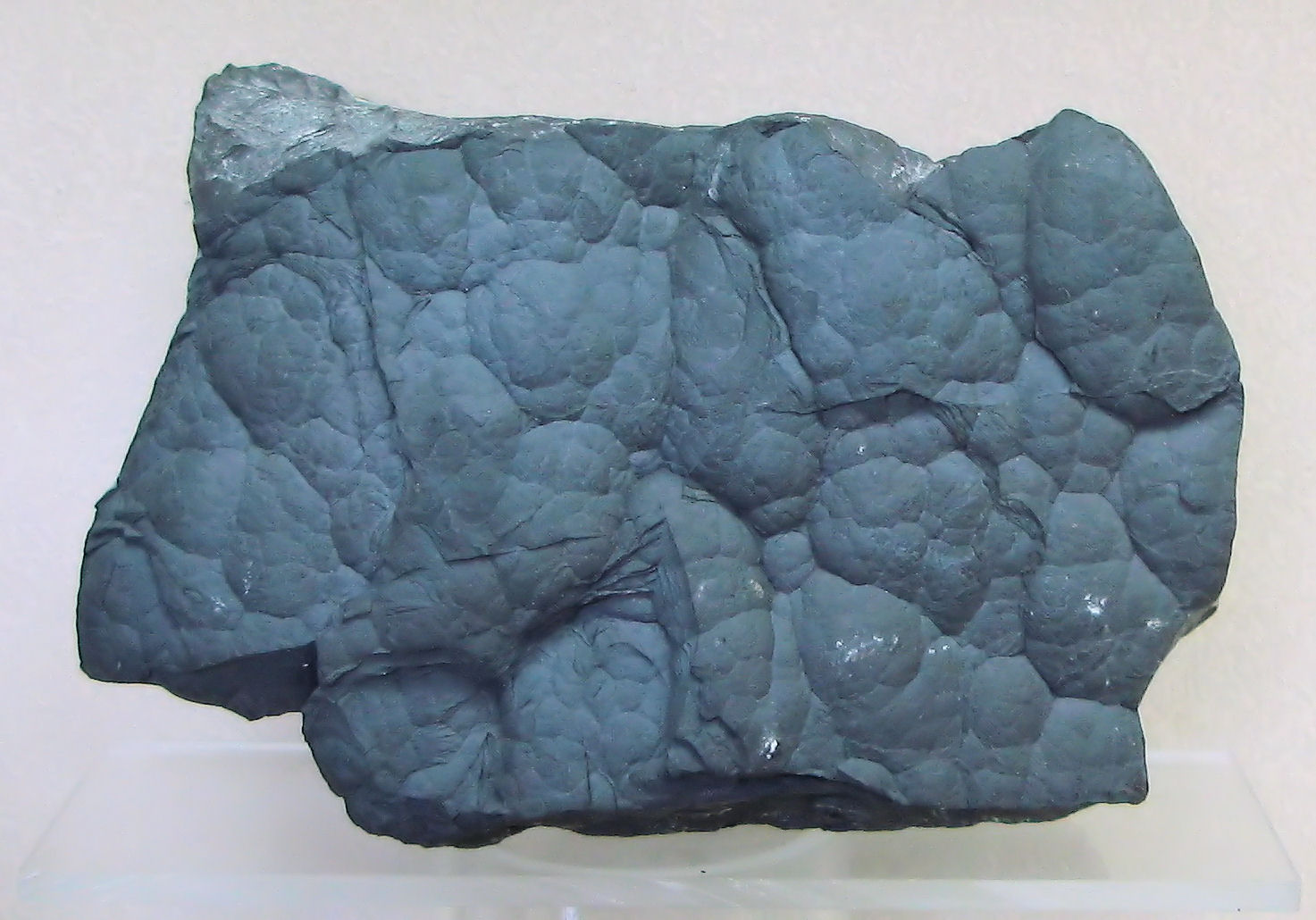
عيّنة كبيرة نسبياً من الزرنيخ العنصري الطبيعي عثر عليها في جبال هارز في ألمانيا.

على العموم فإنّ عنصر الزرنيخ قليلُ الانتشار في غلاف الأرض الصخري؛ وهو من العناصر المحبّة للسيليكات حسب تصنيف غولدشميت، حيث يكون تركيزه أكبر بالقرب من سطح الأرض من باطنها. يكون تركيز الزرنيخ في القشرة الأرضية قريباً من وفرة عنصرَي اليورانيوم والجرمانيوم؛ وذلك بمقدار حوالي 1.5 جزء في المليون (0.00015%) وسطياً من تركيبها، وهو بذلك يقع في المجال الأوسط بين العناصر الكيميائية من حيث ترتيب الوفرة فيها. يمكن أن يُعثَر على الزرنيخ في الطبيعة نتيجةً للثورات البركانية التي تنشر أكسيد الزرنيخ الثلاثي على شكل هباءٍ جوّي؛ ولكن لا تتجاوز تراكيز الزرنيخ الوسطية في الهواء مقدار 3 نانوغرام/م3 في الجوّ، و100 مغ/كغ في التربة، و10 ميكروغرام/الليتر في الماء العذب.
يمكن أن يُعثَر على الزرنيخ بشكله العنصري الحرّ في الطبيعة، فهو بذلك من المعادن وفق تصنيف الجمعية الدولية للمعادن؛ لكن ذلك نادر الحدوث ومحدود الانتشار، إذ حتى سنة 2011 سُجّل فقط 330 موقعاً جغرافياً حاوياً على الزرنيخ العنصري الحرّ. بشكلٍ أكثر شيوعاً يدخل الزرنيخ في تركيب عددٍ معتبَرٍ من المعادن، وذلك غالباً على شكل معادن الزرنيخيد أو معادن الزرنيخات؛ وكذلك بشكلٍ كبيرٍ مع معادن الكبريتيدات ومعادن أملاح السلفو. على العموم هناك حوالي 565 معدناً معروفاً للزرنيخ.
من الأمثلة النمطية لمعادن الزرنيخيدات كلٌّ من معادن لولينغيت FeAs2 وألغودونيت Cu6As ودوميكيت Cu3As، وسكوتيروديت CoAs3. تعدّ المعادن من النمط MAsS واسعة الانتشار، مثل معادن أرسينوبيريت FeAsS وكوبالتيت CoAsS وغيرسدورفيت NiAsS. من الأمثلة الأخرى الأخرى المعروفة لمعادن الزرنيخ كلٌّ من رهج الغار As4S4 والرهج الأصفر As2S3، وأرسينوليت As4O6 وإينارغيت Cu2CuAsS4 وبروستيت Ag3AsS3 وراملسبيرغيت NiAs2 وسافلوريت CoAs2 وسبيريليت PtAs2. غالباً ما توجد معادن الزرنيخات بالترافق مع معادن الفوسفات. يوجد هناك أيضاً عددٌ من أشكال عضوية مختلفة للزرنيخ في الطبيعة.

## الإنتاج

الإنتاج العالمي من الزرنيخ سنة 2006.

يُستحصَل على هذا الفلز من إجراء عملية تحميصٍ للمعادن الحاوية على الزرنيخ، خاصّةً معدن أرسينوبيريت بغياب الهواء، ممّا يؤدّي إلى تسامي الزرنيخ العنصري تاركاً وراءه أكاسيد الحديد؛ ثمّ بإعادة تكثيفه مرّةً أخرى للحصول على الطور الصلب منه:
{\displaystyle {\ce {FeAsS_{(s)}-> FeS_{(s)}{}+ As_{(g)}}}}
التفكّك الحراري لمعدن أرسينوبيريت إلى كبريتيد الحديد الصلب وبخار عنصر الزرنيخ
يمكن الحصول على الزرنيخ ناتجاً ثانوياً أثناء تنقية بعض الفلزّات، مثل النحاس بشكلٍ أساسيٍّ، بالإضافة إلى الذهب والرصاص؛ وذلك بإجراء اختزال حراري لأكسيد الزرنيخ الثلاثي As2O3 بوجود فحم الكوك أو الحديد. يُنقّى الزرنيخ من الشوائب المرافقة مثل الكبريت والكالكوجينات الأخرى بالمعالجة الحرارية تحت الفراغ (وسط مخلّى من الهواء)، أو في جَوٍّ من الهيدروجين، أو بتقطير مصهور مزائج الزرنيخ مع الرصاص. في الأسلوب الأخير المذكور يقوم الرصاص بانتزاع الكبريت من خامات الزرنيخ ويتشكّل كبريتيد الرصاص في حين يتسامى الزرنيخ ويفصل عن المزيج، ويُستحصَل بذلك على درجة نقاوة 99.999%؛ لكنّ ذلك ليس كافياً لتطبيقاتٍ حسّاسةٍ مثل صناعة أشباه الموصلات، حيث يجب أن تكون النقاوة مرتفعة جدّاً إلى درجة 99.99999%؛ وللوصول إليها يتمّ على سبيل المثال إجراء اختزال بالهيدروجين لمركّب كلوريد الزرنيخ الثلاثي المعادِ تقطيره عدّةَ مرّات:
{\displaystyle {\ce {2AsCl3 + 3H2 -> 6HCl + 2As}}}
يمكن أيضاً الحصول على الزرنيخ مرتفع النقاوة من تشكيل مركّب الأرسين AsH3؛ ثمّ بتسخينه إلى درجات حرارة حوالي 600 °س، حيث يتفكّك حرارياً إلى مكوّناته العنصرية من الزرنيخ والهيدروجين.
تعدّ الصين (وفق إحصائيات سنة 2014) أكبرَ منتجٍ للزرنيخ في العالم، وذلك وفق بيانات هيئة المساحة الجيولوجية الأمريكية؛ ومن الدول ذات الإنتاج المعتبَر من الزرنيخ كلٌّ من المغرب وروسيا وبلجيكا، بالإضافة إلى دول أمريكا الوسطى والجنوبية مثل بوليفيا وتشيلي والمكسيك والبيرو.
| الترتيب | البلد                      | الإنتاج العالمي المُعلَن من As2O3 سنة 2014 |
| ------- | -------------------------- | ---------------------------------------- |
| 1       | الصين                      | 25,000 طن                                |
| 2       | المغرب                     | 8,800 طن                                 |
| 3       | روسيا                      | 1,500 طن                                 |
| 4       | بلجيكا                     | 1,000 طن                                 |
| 5       | بوليفيا                    | 52 طن                                    |
| 6       | اليابان                    | 45 طن                                    |
| —       | مجموع باقي الإنتاج العالمي | 36,400 طن                                |

## النظائر
الزرنيخ عنصرٌ أحاديُّ النظير، أي لا يوجد في الطبيعة منه إلّا نظيرٌ واحدٌ فقط، وهو النظير المستقرّ زرنيخ-75 75As؛ كما لا توجد نظائر مشعّة طبيعية له، بالتالي فهو أيضاً عنصرٌ أحاديُّ النويدة. تتكوّن نواة الزرنيخ الطبيعي من 33 بروتون و42 نيوترون، وهي ذات لفٍّ مغزليٍ مقداره 3/2.
بالمقابل، فإنّه وفق بيانات سنة 2003 يوجد حوالي 33 نظيرٌ مشعٌّ مُصطنَعٌ من الزرنيخ، والتي تتراوح أعدادها الكتلية بين 60 إلى 92 وحدة كتلٍ ذرّية، وأكثرها استقراراً النظير زرنيخ-73 73As، والذي يبلغ عمر النصف لديه مقدار 80.30 يوم. أمّا باقي النظائر المشعّة للزرنيخ فلها أعمار نصف أقلّ من يومٍ واحد، ما عدا النظير زرنيخ-71 71As (عمر النصف 65.30 ساعة) والنظير زرنيخ-72 72As (عمر النصف 26.0 ساعة) والنظير زرنيخ-74 74As (عمر النصف 17.77 يوم) والنظير زرنيخ-76 76As (عمر النصف 1.0942 يوم) والنظير زرنيخ-77 77As (عمر النصف 38.83 ساعة). تضمحلُّ النظائر الأخفّ من النظير المستقرّ زرنيخ-75 75As باضمحلال بيتّا من النمط +β؛ أمّا الأثقل فتضمحلّ وفق النمط −β (مع وجود بعض الاستثناءات). يوجد هنالك عشرة مصاوغات نوويّة موصوفة على الأقلّ للزرنيخ، وتتراوح أعدادها الكتلية بين 66 إلى 84، وأكثرها استقراراً هو 68mAs بعمر نصف مقداره 111 ثانية.

## الخواص الفيزيائية

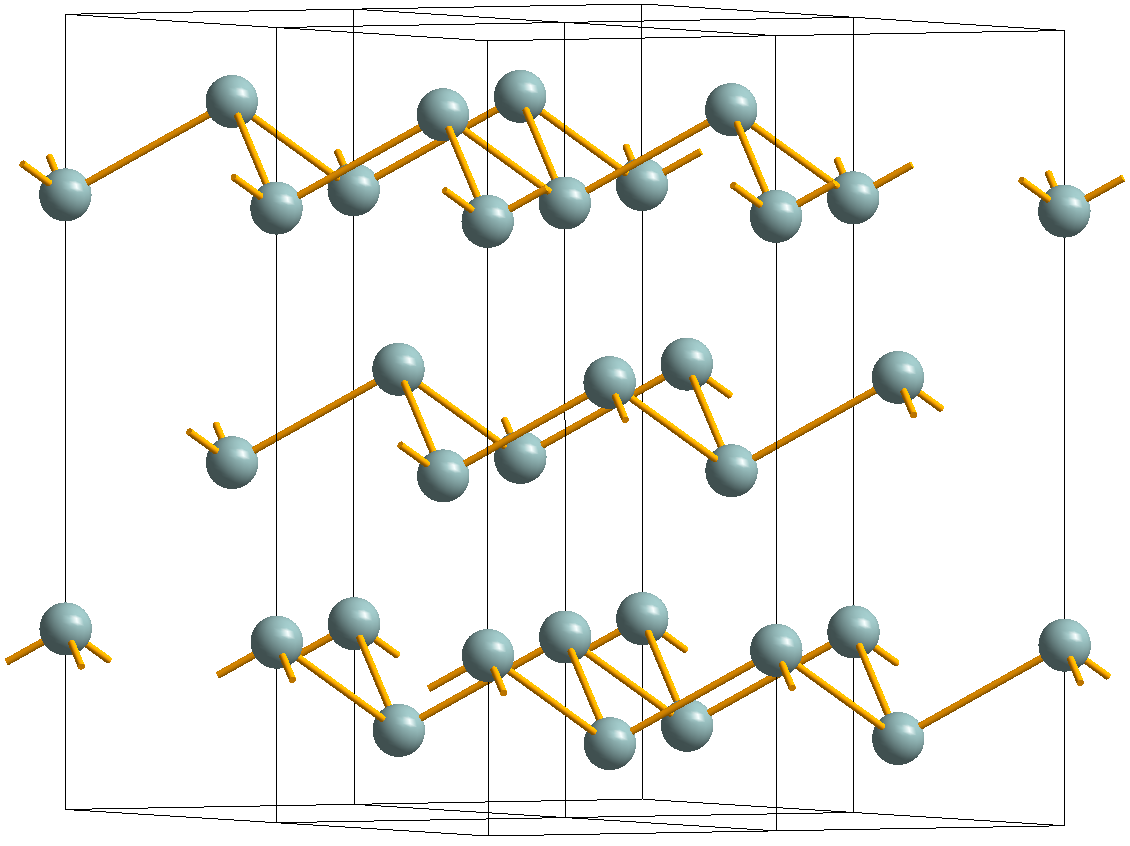
البنية البلّورية للزرنيخ الرمادي، وهي نفسها التي تتّبعُها بلّورات عنصر الإثمد ومعدن الستيبارسين.

يوجد الزرنيخ طبيعياً على عدّة أشكال تختلف فيما بينها ببنيتها البلّورية، تعرف هذه الظاهرة باسم التآصل، ومن بين تلك الأشكال كلٌّ من الزرنيخ الرمادي والأصفر والأسود، ويعدّ الرمادي أكثرها شيوعاً. يتمتّع الزرنيخ الرمادي بسماتٍ قريبةٍ من سمات الفلزّات، وتظهر هذه السِّمَةُ فيه بشكلٍ واضحٍ وأكبر من باقي عناصر المجموعة الخامسة. على الرغم من ثباتيّته في الهواء الجافّ، إلّا أنّ الزرنيخ الرمادي يفقد لمعانه ويشكّل طبقةً سطحيةً ذات لون برونزي-ذهبي عند التعرّض للرطوبة الجوّية، والتي تؤول بالنهاية وتتحوّل إلى طبقةٍ سوداء. تتّبعُ بلّورات الزرنيخ الرمادي (زرنيخ من النمط ألفا α-As) الزمرة الفراغية R3m (رقم 166)، وهي ذات بنية مزدوجة الطبقات ومؤلّفة من حلقات سداسية متداخلة ومنفوشة، تأخذ شكل الكرسي في ترتيبها. يؤدّي ضعف الترابط بين تلك الطبقات إلى تقصّف وهشاشة الزرنيخ، لذلك فإنّ لهذا العنصر صلادة منخفضة نسبياً وفق مقياس موس (قيمتها 3.5). من جهةٍ أخرى، يؤدّي تقارب الذرّات من بعضها نتيجة التداخل إلى تشكّل نموذجٍ ذرّيٍ مضغوط على شكل ثماني سطوح غير منتظم (مُشوَّه)، بحيث تكون فيه ثلاث ذرّات واقعة في نفس الطبقة المزدوجة أقرب من بعضها من الثلاث التالية. تعطي هذه التعبئة المتراصّة النسبية كثافةً مرتفعة للزرنيخ، والتي تبلغ 5.73 غ/سم3.
يكون الشكل الأصفر من الزرنيخ طريّاً وشمعيّاً، وهو شبيه نوعاً ما إلى رباعي الفوسفور P4؛ إذ إنّ كلتا البُنيَتين ذاتُ ترتيبٍ على شكل رباعي سطوح، ترتبط فيه الذرّات مع بعضها برابطة أحادية. يؤدّي هذا الترتيب الذرّي As4 إلى عدم الاستقرار، وهو شكل قليل الكثافة (تبلغ 1.97 غ/سم3.) وقابل للتطاير، وهو الأكثر سمّيّة بين متآصلات الزرنيخ. يُستحصَل على الطور الصلب الأصفر لهذا العنصر عند التبريد السريع لبخار الزرنيخ، وهو سرعان ما يتحوّل إلى الشكل الرمادي عند التعرّض للضوء.
يشبه الزرنيخ الأسود من حيث الخواص الفوسفور الأسود؛ وهو هشٌّ وموصلٌ رديءٌ للكهرباء، وتقع قيمة فجوة النطاق للشكل اللابلوري عند مجال بين 1.2–1.4 إلكترون فولت. عند درجات حرارة أعلى من 270 °س يتحوّل الزرنيخ الأسود إلى الرمادي. يوجد هناك نمطان من المتآصل الأسود للزرنيخ، أحدهما لابلّوري، ويتشكّل من تبريد بخار الزرنيخ عند درجات حرارة بين 100–220  °س، ويوصف بالزجاجي، وتتراوح كثافته بين 4.7 إلى 5.1 غ/سم3. أمّا عند تسخين الزرنيخ الأسود الزجاجي اللابلّوري بوجود بخار الزئبق عند درجات حرارة بين 100 إلى 175 °س فيتحوّل إلى شكلٍ بلّوري ذو نظام معيني قائم.
يُبدي الزرنيخ وبعض مركّباته خاصّية التسامي جرّاء التسخين عند الضغط الجوي، حيث يتحوّل بشكلٍ مباشرٍ إلى الطور الغازي من غير المرور بالحالة السائلة عند درجة حرارة تتراوح بين 613-615 °س. لبخار الزرنيخ لون أصفر ليموني، ويكون تركيبه لدرجات حرارة تصل إلى 800 °س من جزيئات As4، أمّا عند درجات حرارة أعلى من 1700 °س فيعثر عليه على شكل جزيء ثنائي الذرّة من As2. حُدّدت النقطة الثلاثية للزرنيخ عند ضغط مقداره 3.63 ميغاباسكال وعند درجة حرارة مقدارها 820 °س.

## الخواص الكيميائية
يأتي الزرنيخ في الجدول الدوري للعناصر وسطاً بين المجموعة الرئيسية الخامسة للعناصر، والتي تشمل أيضاً النتروجين والفوسفور والإثمد والبزموت، وينعكس ذلك بالتالي على خواصه الفيزيائية والكيميائية. للزرنيخ كهرسلبية وطاقات تأيّن مشابهة لمجانسه الفوسفور الأخفّ منه في المجموعة. يبلغ نصف قطر ذرة الزرنيخ 124.5 بيكومتر، وهو يَنقصُ عند تشكيل روابط تساهمية إلى 121 بيكومتر. عند التأيّن يصبح نصف القطر الأيوني 34 بيكومتر لأيون الزرنيخ الخماسي 5+As، إذ تبقى مدارات s و p الخارجية غير مشغولة؛ أمّا نصف القطر الأيوني للزرنيخ الثلاثي 3+As فيبلغ 58 بيكومتر (مدارات p الخارجية هي التي تكون غير مشغولة فقط). عند تشكيلها للمعقّدات التناسقية تحيط بأيونات الزرنيخ الخماسي أربعُ رُبيطات؛ في حين أنّ أيوناتِ الزرنيخ الثلاثي تكون محاطةً بستِّ رُبيطات.
يتأكسد الزرنيخ عند التسخين في الهواء إلى أكسيد الزرنيخ الثلاثي؛ وتكون لأبخرة هذا التفاعل رائحةٌ تشبه رائحةَ الثوم. يمكن أن تُلاحظ هذه الرائحة أيضاً عند الطرق الميكانيكي على معادن الزرنيخيد (مثل الأرسينوبيريت). تؤدّي الأكسدة اللاحقة لأكسيد الزرنيخ الثلاثي بمؤكسدات مثل بيروكسيد الهيدروجين (الماء الأكسجيني) أو الأوزون إلى الحصول على أكسيد الزرنيخ الخماسي؛ وفي حال وجود الفلور يُستحصَل على فلوريد الزرنيخ الخماسي (خماسي فلوريد الزرنيخ). لا يتفاعل الزرنيخ على العموم مع الماء أو القلويات أو الأحماض غير المؤكسدة. يُحضّر حمض الزرنيخيك من مفاعلة الزرنيخ أو ثلاثي أكسيد الزرنيخ مع حمض النتريك المركّز؛
{\displaystyle {\ce {As + 5HNO3 -> 5NO2 + H2O + H3AsO4}}}
أمّا التفاعل مع حمض النتريك أو حمض الكبريتيك الممدَّد فسيعطي حمض الزرنيخوز:
{\displaystyle {\ce {2As + 3H2SO4 -> 3SO2 + 2H3AsO3}}}
يتفاعل الزرنيخ مع الفلزّات النشيطة ليشكّل الزرنيخيدات الموافقة، وهي مركّبات ليست بأيونية، إذ أنّ تَشكّلَ أيونات الزرنيخيد 3−As سيكون ماصّاً للحرارة بشكل كبير، بالتالي فلزرنيخيدات الفلزّات القلوية صفات المركّبات بين الفلزّية. مثلما هو الحال مع عناصر الجرمانيوم والسيلينيوم والبروم، وهي عناصر الدورة الرابعة التي يكون مدارها الإلكتروني d ممتلئاً، فإنّ الزرنيخ أيضاً لا يميل إلى تشكيل حالة الأكسدة +5، وذلك بشكلٍ معاكسٍ لجيرانه في مجموعته الفوسفور والإثمد؛ ولذلك الأمر يعدّ مركبا خماسي أكسيد الزرنيخ وحمض الزرنيخيك من المؤكسدات القوية.

### المركبات الكيميائية
يشكّل الزرنيخ عدداً من المركّبات الكيميائية تتراوح فيها حالة الأكسدة بين -3 في مركّبات الزرنيخيد، وحالة الأكسدة +3 في مركّبات الزرنيخيت، وحالة الأكسدة +5 في مركّبات الزرنيخات وأغلب مركّبات الزرنيخ العضوية.
المركبات اللاعضوية
يعدّ الأرسين AsH3 من أبسط مركّبات الزرنيخ، وهو مركّب ثلاثي الهيدريد، ويتميّز بأنّه سامّ جداً وتلقائي الاشتعال؛ وهو شبه مستقر، ولكنه يتفكّك ببطءٍ عند درجة حرارة الغرفة، لكن عند درجات حرارة تتراوح بين 250-300 °س فإنّ المركّب يتفكّك بسرعة إلى مكوّناته من الزرنيخ والهيدروجين. توجد عدّةُ عوامل ذات تأثيرٍ على سرعة تفكك الأرسين، منها نسبة الرطوبة ومقدار التعرّض للضوء ووجود حفّاز مناسب، مثل الألومنيوم. يتأكسد هذا المركّب بسهولة بأكسجين الهواء إلى ثلاثي أكسيد الزرنيخ والماء، ويمكن أن تحدث تفاعلات مناظرة عند وجود الكبريت أو السيلينيوم بدلاً من الأكسجين.
يتشكّل أكسيد الزرنيخ الثلاثي As2O3 (أبيض الزرنيخ) ناتجاً أساسياً عند أكسدة هذا العنصر، حيث يُستحصَل على شكل بلّورات بيضاء؛ في حين أنّ الأكسدة اللاحقة بالمؤكسدات تعطي أكسيد الزرنيخ الخماسي As2O5، والذي يتميّز بقابلية الاسترطاب وسهولة الانحلالية في الماء. تعطي حلمهة ثلاثي أكسيد الزرنيخ حمض الزرنيخوز H3AsO3، والذي يمكن أن تكتب صيغته على الشكل As(OH)3؛ وتسمّى أملاحه بالزرنيخيت، ومن أمثلتها زرنيخيت الصوديوم NaAsO2 وزرنيخيت البوتاسيوم KAsO2 وزرنيخيت النحاس الهيدروجيني CuHAsO3 (أخضر شيله). أمّا حمض الزرنيخيك H3AsO4، فهو حمض ضعيف أيضاً، وتسمّى أملاحه بالزرنيخات؛ ومن أمثلتها زرنيخات الكالسيوم Ca3(AsO4)2 وزرنيخات البوتاسيوم الهيدروجينية KH2AsO4 وكذلك زرنيخات الرصاص الهيدروجينية PbHAsO4.
هناك طيفٌ واسعٌ من المركّبات بين الزرنيخ والكبريت، منها كبريتيد الزرنيخ الثلاثي As2S3 (في معدن الرهج الأصفر) و As4S4 (في معدن رهج الغار)؛ بالإضافة إلى كبريتيد الزرنيخ الخماسي As2S5 كما يدخل الزرنيخ بشكلٍ مناظرٍ في مركّبات السيلينيد مثل سيلينيد الزرنيخ الثلاثي As2Se3؛ وكذلك مركّبات التيلوريد، حيث أنّ أنيون −As2Te معروف بكونه ربيطة في معقّدات الكوبالت. كما تُعرَف أيضاً مركّبات ثلاثي هاليد الزرنيخ المختلفة (الفلوريد AsF3 والكلوريد AsCl3 والبروميد AsBr3 واليوديد AsI3) وكذلك رباعي يوديد ثنائي الزرنيخ As2I4؛ أمّا بالنسبة لمركّبات خماسي هاليد الزرنيخ فأشهرها فلوريد الزرنيخ الخماسي AsF5 (خماسي فلوريد الزرنيخ)، وهو مُفَلورٌ ومؤكسدٌ قوي. أمّا كلوريد الزرنيخ الخماسي (خماسي كلوريد الزرنيخ) فهو مستقرّ فقط عند درجات حرارة أدنى من −50 °س، إذ يتفكّك عندها إلى ثلاثي كلوريد الزرنيخ وغاز الكلور.
تعدّ مركّبات الزرنيخيدات مثل زرنيخيد الغاليوم GaAs وزرنيخيد الإنديوم InAs وزرنيخيد الألومنيوم AlAS ذات أهميّة صناعية رغم سمّيّتها، لكونها من أشباه الموصلات.
المركبات العضوية

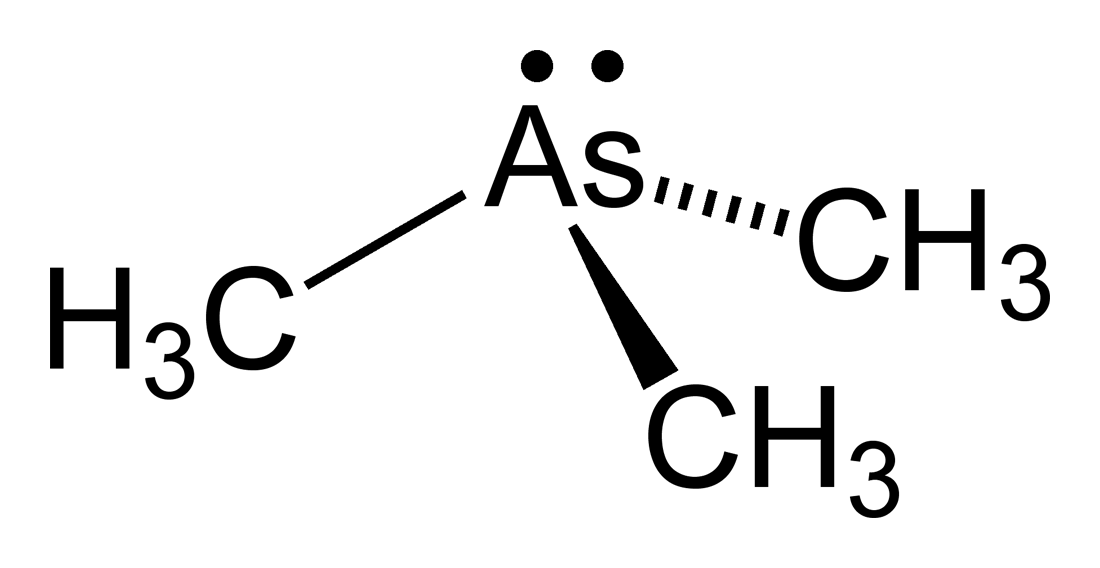
ثلاثي ميثيل الزرنيخ.

بشكلٍ مشابهٍ للأمينات والفوسفانات فإنّ الزرنيخ يشكّل المركّبات العضوية الموافقة بدلاً من النتروجين والفوسفور على الترتيب، ومن أوضح الأمثلة عليها مركّب ثلاثي ميثيل الزرنيخ أو ثلاثي فينيل الزرنيخ. كما يدخل الزرنيخ على شكل ذرّةٍ غير متجانسة في المركّبات الحلقية مثل الأرسول أو الأرسينين، وهما مشابهان بنيويان للبيرول والبيريدين، على الترتيب.
هناك عددٌ معتبرٌ من مركّبات الزرنيخ العضوية، وقد طُوّر العديد منها أثناء تجهيز ترسانة الأسلحة الكيميائية في الحرب العالمية الأولى، ومن ضمنها المُنَفِّطات مثل مركّب لويسيت، والمُقَيِّئات مثل الأدامسيت. يعدّ حمض الكاكوديليك من الأمثلة على الاستخدامات العملية لمركّبات الزرنيخ العضوية، وهو يُستحصَل من مثيلة ثلاثي أكسيد الزرنيخ، وهو تفاعل لا مقابل له في كيمياء الفوسفور. كان الكاكوديل أول مركّب عضوي فلزّي جرى تحضيره، وتشتقّ تسميته من الكلمة الإغريقية «كاكوديا κακωδἰα» والتي تعني مقزّز أو كريه، إشارةً إلى رائحته المنفّرة.

### التحليل الكيميائي

#### تفاعلات الكشف التقليدية
يعطي اختبار اللهب التقليدي لمركّبات الزرنيخ لوناً أزرق شاحب للهب؛ ولكنّ هذا الاختبار غير انتقائي. من الاختبارات الانتقائية للكشف عن الزرنيخ اختبار مارش، وهو من تفاعلات الكشف ذات الأهمية في الكيمياء والطب الشرعي. يتضمّن الاختبار مفاعلة عيّنة يُشكّ أنّها حاويةٌ على الزرنيخ من جسد الجثّة (المعدة غالباً) مع فلزّ الزنك بوجود حمضٍ مثل حمض الكبريتيك الممدَّد. في حال وجود الزرنيخ يتشكّل غاز الأرسين، والذي يُمرّر على أنبوبٍ زجاجي، حيث يخضع إلى عملية تفكّك حراري، ممّا يؤدّي إلى تشكّل راسبٍ أسودٍ من الزرنيخ (مرآة سوداء).
{\displaystyle {\ce {As2O3 + 6 Zn + 6 H2SO4 -> 2 AsH3 + 6 ZnSO4 + 3 H2O}}}
في تفاعلٍ آخر يستخدَم محلول كلوريد القصدير الثنائي في حمض الهيدروكلوريك المركّز للكشف عن الزرنيخ، حيث يؤدّي وجود آثار من الزرنيخ إلى تلوّن المحلول باللون البنّي، إذ يختزل القصديرُ الثنائي الزرنيخَ الثلاثي، ويترسّب الزرنيخ العنصري الحرّ؛ ولكن قد يحدث تداخل مع الزئبق والفلزّات النبيلة في هذا التفاعل:
{\displaystyle {\ce {2As^3+ + 3Sn^2+ -> 3Sn^4+ + 2As}}}
يمكن الكشف عن الزرنيخات في المحاليل المائية من مفاعلتها مع موليبدات الأمونيوم، حيث يترسّب راسبٌ أصفر، يكون ضعيف الانحلالية في الأحماض، لكنه سهل الانحلال في القواعد الكيميائية.
{\displaystyle {\ce {H2AsO4- + 22H3O+ + 3NH4+ + 12MoO4^2- -> (NH4)3[As(Mo3O{10})4.aq] + 34H2O}}}

#### التحليل الآلي
مطيافية الامتصاص الذرّي
تُجرى وفق طريقة اللهب في مطيافية الامتصاص الذرّي عملية تأيين لمركّبات الزرنيخ في لهبٍ مُختَزِلٍ من الهواء والأسيتيلين؛ ثم يلي ذلك إجراء قياسٍ للامتصاص عند طول موجة مقداره 189.0 و 193.8 نانومتر؛ وسُجّل حدُّ الكشف وفق هذا الأسلوب بمقدار 1 ميكروغرام/ميليلتر. يُستخدَم أسلوب الهيدريد بشكلٍ شائعٍ بالاستعانة بمركّب بورهيدريد الصوديوم NaBH4 من أجل تحويل الزرنيخ إلى غاز الأرسين AsH3؛ والذي يتفكّك بالتسخين عند درجات حرارة حوالي 1000 °س إلى مكوّناته العنصرية من الزرنيخ والهيدروجين داخل أنبوب كوارتز مسخنٍ كهربائياً؛ ويُكشَف عنه عند أطوال الموجة المذكورة. تبلغ قيمة حدِّ الكشف وفق هذا الأسلوب مقدار 0.01 ميكروغرام/الليتر. يوجد أيضاً أسلوب آخر يدعى أنبوب الغرافيت للقياس وفق هذه التقنية، حيث توضع العيّنة الصلبة الحاوية على الزرنيخ في أنبوب من الغرافيت، وتُسخّن إلى درجات حرارة تصل إلى 1700 °س، ممّا يؤدّي إلى تساميه، وتقاس قيمة التركيز لبخار الزرنيخ عند طول موجة مقداره 193.8 نانومتر.
مطيافية الانبعاث الذرّي
من أجل تحديد وقياس نسبة الزرنيخ في العيّنات وفق تقنية مطيافية الانبعاث الذرّي تجرى عملية اقتران بين أسلوبَي الهيدريد وتقنية البلازما المقترنة بالحثّ/الفلورية المُستَحَثَّة بالليزر. بالاستعانة بأسلوب الهيدريد يتحوّل الزرنيخ إلى غاز الأرسين، ثمّ يتمّ التذرير بالبلازما، في حين أنّ الليزر يَحُثُّ على الانبعاث. يمكن الحصول على حدّ كشف يصل إلى 0.04 نانوغرام/ميلي ليتر وفق هذا الأسلوب.
مطيافية الكتلة
يمكن الكشف عن الزرنيخ وفق تقنية مطيافية الكتلة المزوّدة ببلازما مقترنة بالحثّ (ICP-MS)، حيث يتأيّن المركّب الحاوي على الزرنيخ بالبلازما حرارياً، وتدخل الأيونات إلى قسم التحليل داخل مطياف الكتلة ثم يُكشَف عنه بالمكشاف المناسب؛ وقد سُجل حدّ الكشف وفق هذه التقنية لمركّب زرنيخيت بمقدار 0.2 ميكروغرام/الليتر.
القياس الضوئي
يتمّ تعيين تركيز الزرنيخ وفق تقنية القياس الضوئي بالكشف عن معقّد أزرق للزرنيخ يُعرَف باسم «أزرق موليبدنوم الزرنيخ»؛ والذي يُستحصَل من تفاعل الزرنيخ مع أورثو موليبدات الأمونيوم NH4)2MoO4)، ثم يلي ذلك اختزال بمركّب كلوريد القصدير الثنائي SnCl2 أو بالهيدرازين إلى معقّد أزرق. يتمّ الكشف عند طول موجة مقداره 730 نانومتر، وهو تقريباً قياسٌ خالٍ من أيّة تشويشات مرافقة، ويمكن تحسين قيمة حدّ الكشف عند استخدام أصباغ قاعدية مساعدة على تشكيل المعقّد.
التحليل بالتنشيط النيوتروني
يعدّ أسلوب التحليل بالتنشيط النيوتروني ذا حساسيةِ كشفٍ مرتفعة تقع ضمن مجال أجزاء في الترليون. يُستخدَم هذا الأسلوب بشكلٍ خاصٍّ عندما تكون العيّنة الحاوية على الزرنيخ ذات تركيب معقّد أو يكون من الصعب معالجتها؛ لكنّه بالمقابل ليس قادراً على إعطاء دلائل على طبيعة التركيب الكيميائي. تُعرّضُ العيّنة، والتي تكون حاويةً على نظير الزرنيخ الطبيعي زرنيخ-75 75As، وفق هذا الأسلوب إلى نيوترونات نشيطة، ممّا يؤدّي إلى حدوث تآثر يتولّد عنه النظير الأثقل زرنيخ-76 76As، إلّا أنّه نظراً لعدم استقراره فإنّه سرعان ما يتفكّك وفق اضمحلال بيتا إلى النظير سيلينيوم-76. يجرى قياس كمّية إشعاع بيتّا الصادر، والذي يمكن من خلاله معرفة كمّية الزرنيخ الموجودة في العيّنة.
{\displaystyle {\ce {^{75}_{33}As + ^{1}_{0}n -> ^{76}_{33}As -> ^{76}_{34}Se + e-}}}

## الدور الحيوي
لا تزال الأهمّية الحيوية للزرنيخ بالنسبة للإنسان غير معروفة تماماً؛ كما لا تعرف أعراض في حالة عوزه عند البشر. يُعثَر على الزرنيخ طبيعياً في الجسم، ولكن بآثارٍ نزرة؛ إذ يحوي الدمّ نسبةً تصل إلى 8 جزء في البليون (ppb )، ويتراوح التركيز في العظام بين 0.1 إلى 1.5 جزء في المليون (ppm )، وفي الشعر يصل إلى حوالي 1 جزء في المليون. يبلغ مجموع كمّية الزرنيخ طبيعياً في جسم إنسان بالغ حوالي 7 ميليغرام. تشير بعض الدلائل إلى أهمّية وجود آثار من الزرنيخ عند بعض أنواع الطيور (الدجاج) وعند بعض أنواع الثديّيات (الجرذان والهامستر والماعز)؛ إلّا أنّ الدور الوظيفي الحيوي لا يزال غير معروفاً.
يدخل الزرنيخ في تركيب بعض الأنواع في الكيمياء العضوية الحيوية، مثلما هو الحال مع الليبيدات، أو السكّريدات أو الغليكوليبيدات، وكذلك مركبا أرسينوبيتاين وأرسينوكولين، بالإضافة إلى الريبوزات الزرنيخية المستبدلة المتنوّعة. تكثر هذه المركّبات الزرنيخية العضوية في الأحياء المائية، وخاصّةً في الطحالب والإسفنجيات وثنائيات الصدفة، وفي بعض أنواع الأسماك. لذلك تعدّ المأكولات البحرية المصدر الرئيسي للتعرّض إلى الزرنيخ العضوي مثل الليبيدات والسكّريدات الزرنيخية، حيث يكون الجسم قادراً على استقلابها.

### علم الوراثة
تشمل التغيّرات الحيوية التي يسبّبها التركيز المرتفع من الزرنيخ عند الإنسان كلاً من مثيلة الدنا وتحوير الهستونات وتدخّل الحمض النووي الريبوزي (تدخّل الرنا). هناك صلةُ وصلٍ بين الزرنيخ وبين التغيّرات التخلّقية الجينية المتعاقبة، وهي التغيّرات الوراثية في التعبيرات الجينية الحاصلة من غير حدوث تغيّرات في تسلسل الحمض النووي الريبوزي منقوص الأكسجين (تسلسل الدنا). يؤدّي وجود مستويات مؤذيةٍ من الزرنيخ إلى حدوثٍ تغييرٍ معتبرٍ في درجة مثيلة الحمض النووي الريبوزي منقوص الأكسجين للجينات الكابتة للورم p16 و p53؛ ممّا يزيد من خطورة التسرطن. دُرسَت هذه الظواهر التخلّقية الجينية المتعاقبة «في المختبر» (خارج الحيوية) باستخدام خلايا كِلية بشرية، وكذلك في «في الجسم الحي» باستخدام خلايا كبد جرذ وخلايا دم بيضاء طرفية عند البشر.

### الاستقلاب

أرسينوبيتاين

عند دخول الزرنيخ ومركّباته اللاعضوية في السلسلة الغذائية فإنّها تتعرّض بشكلٍ مستمرٍّ للاستقلاب بعملية المثيلة. فعلى سبيل المثال، يقوم أحد أنواع الفطور  بإنتاج كمّيّاتٍ معتبَرةٍ من ثلاثي ميثيل الزرنيخ عند وجود الزرنيخ اللاعضوي. يُعثَر على المركّب العضوي الزرنيخي الحيوي أرسينوبيتاين في بعض الأحياء البحرية مثل الأسماك والطحالب، وكذلك في بعض أنواع الفطور بتراكيز متفاوتة؛ وهي مادّة ذات تأثيرٍ سمّيٍّ منخفضٍ نسبياً.

### البكتريا
تقوم بعض الأنواع من البكتريا بتأمين مصدرٍ للطاقة في غياب الأكسجين بواسطة اختزال الزرنيخات إلى زرنيخيت. في حين أنّ أنواعاً أخرى من البكتريا تستخدم الزرنيخيت وقوداً، وتؤكسده إلى زرنيخات. في سنة 2008 اكتُشِف نوعٌ من البكتريا قادرٌ على استخدام نسخةٍ مُحوّرةٍ من التركيب الضوئي في غياب الأكسجين يُستخدَم فيها الزرنيخيت مانحاً للإلكترونات، ويتأكسد بذلك إلى الزرنيخات. تتضمّن هذه العمليات استخدام إنزيمات تدعى مختزلة الزرنيخات. ‏ 
في سنة 2011 افترضت دراسةٌ أنّ بعض أنواع البكتريا  قادرٌ على النموّ بغياب الفوسفور باستخدامه للزرنيخ بدلاً منه، وذلك اعتماداً على أنّ بنية الزرنيخات مشابهةٌ لبنية الفوسفات؛ لكنّ تلك الفرضية جوبهت بالانتقاد والتفنيد من عدّة مجموعات بحثٍ مستقلّة.

## الأثر البيئي
يمكن أن يعثَر على آثارٍ من الزرنيخ في الماء والغذاء والتربة والهواء. هناك مصادرٌ طبيعية تؤدّي إلى التعرّض إلى الزرنيخ اللاعضوي مثل الرماد البركاني، والتجوية الطبيعية للمعادن والخامات، بالإضافة إلى المياه الجوفية في بعض المناطق. من جهةٍ أخرى، يمكن أن يكون وجود مركّبات الزرنيخ العضوية مؤشّراً على حدوث تلوّث صناعي.

### مياه الشرب
تعدّ مسألة تلوّث المياه الجوفية بالزرنيخ إحدى القضايا البيئية الرئيسية التي يسبّبها هذا العنصر الكيميائي؛ وقد سُجّلت عدّة حالات تلوّث في أماكن مختلفة من العالم. وضعت منظّمة الصحّة العالمية معياراً يضبط الحد الأعلى الموصى به من الزرنيخ في مياه الشرب بمقدار 10 جزء في البليون (ppb)؛ إلّا أنّ حوالي 137 مليون نسمة في العالم يشربون مياهً حاويةً على مستويات أعلى من ذلك؛ منهم 57 مليون نسمة يشربون ماءً يفوق فيه تركيز الزرنيخ حدّ 50 جزء في البليون.
أدّى التلوّث الشديد للمياه الجوفية بالزرنيخ في حوض البنغال إلى انتشار حالات من التسممّ بالزرنيخ واسعة النطاق في بنغلاديش، وباكستان.
تنتشر حالات تلوّث المياه الجوفية بالزرنيخ أيضاً في بلدان جنوب شرق آسيا مثل فيتنام وكمبوديا، وكذلك في تايلاند؛ حيث تساعد الظروف الجيولوجية طبيعياً في ارتفاع محتوى الزرنيخ مثلاً في نهر تشاو فرايا. في الولايات المتحدة الأمريكية يُعثَر على الزرنيخ في المياه الجوفية غالباً في جنوب الغرب؛ كما يُعثَر عليه أيضاً في مناطق من الولايات الشمالية/الشمالية الشرقية. كما يوجد الملايين من الآبار ذات الملكية الخاصة، والتي لم تخضع لتحليل كيميائي، والتي قد يكون البعض منها حاوياً على مستوياتٍ من الزرنيخ تفوق الحدّ الموصى به. في كندا قام الباحثون في هيئة المسح الجيولوجي بوضع نماذج لتمثيل مقدار التفاوت في التعرّض للزرنيخ الطبيعي في مقاطعة نيو برونزويك. كما توجد أيضاً مستوياتٌ مرتفعةٌ من الزرنيخ في المياه الجوفية في تشيلي.

#### الآثار الصحية
وجدت دراسة أنّ التعرّض لمستوياتٍ منخفضةٍ من الزرنيخ تراوح 100 جزء في البليون يؤدي إلى التسبّب بتضعيف الردّ المناعي الأوّلي لفيروس إنفلونزا الخنازير في بحثٍ أجري على الفئران، ممّا دفع بالاقتراح إلى أنّ هذا الأمر قد ينسحب على البشر. كما وجدت دراسات أخرى علاقةً بين مستويات الزرنيخ المرتفعة وبين ضعف ردّ الفعل المناعي تجاه الإصابة بأمراضٍ مختلفة.
هناك عدّة دراسات تربط بين محتوى الزرنيخ في مياه الشرب وبين أنواع مختلفة من السرطان. فقد وجدت علاقة بين سرطان الجلد والتعرّض للزرنيخ في ولاية ويسكونسن الأمريكية، حتّى في مستوياتٍ أدنى من معيار 10 جزء في البليون. كما بيّنت دراسات أجريت في تشيلي على وجود دلائل طبّية تشير إلى العلاقة بين التعرّض المزمن للزرنيخ وبين نشوء عدّة أشكال من السرطان، حيث تبدأ تلك المخاطر بالظهور عند تراكيز أقلّ من 50 جزء في البليون؛ وخاصّةً عند وجود عوامل خطر أخرى مثل تدخين السجائر؛ حيث أنّ الزرنيخ هو مكوّن من مكوّنات دخان التبغ أيضاً. اقترحت عدّة دراسات أجريت على التعرّض للزرنيخ اللاعضوي إلى وجود خطرٍ صغيرٍ، ولكنّه قابل للقياس، لاحتمالية الإصابة بسرطان المثانة عند تركيز 10 جزء في البليون. في حين بيّنت دراسة في تايوان أنّ الزيادة المعتبرة في وفيات السرطان جرّاء التعرض للزرنيخ تحدث عند مستويات تفوق 150 جزء في البليون.

#### الإزالة والتقليل من المخاطر
استُخدمَت عدّة وسائل فيزيائية وكيميائية وحيوية لإزالة أو تقليل نسبة الزرنيخ المنحلّ في المياه الجوفية. يمكن إزالة الزرنيخ المنحلّ في مياه الشرب بالترسيب المشترك مع أكاسيد الحديد؛ حيث أظهرت بيانات مختلفة أنّ عمليات التطويف بوجود أكاسيد الحديد تزيل الزرنيخ بنجاعةٍ تفوق 90%. تعدّ المعالجة في عمودٍ معبّأٍ بأكسيد هيدروكسيد الحديد الثلاثي إحدى العمليات القياسية في معالجة المياه في عدّة دول.
يؤدّي الحفر الأعمق للآبار من أجل الوصول إلى مياه أنقى إحدى الطرق العمليّة والفعّالة لتجنّب تلوّث المياه الجوفية بالزرنيخ، إذ تتهيّأ الظروف بذلك لحدوث عملية «امتزاز» للزرنيخ على سطوح الصخور الرسوبية العميقة، ممّا يؤدي إلى التقليل من تركيزه. من جهة أخرى، يمكن استخدام طرق حيوية بالاستعانة بالبكتريا المؤكسدة للزرنيخ، التي تؤكسد الزرنيخيت إلى زرنيخات. هناك نوع من النباتات  قادرٌ على امتصاص الزرنيخ من التربة وتجميعه في أوراقه، ممّا دفع بالاقتراح إلى استخدامه في المعالجة النباتية للتخلّص من الملوّثات. كما وُجدَ نوعٌ من الطحالب حقيقة النواة  ضمن المسطّحات المائية في متنزه يلوستون الوطني، كانت قادرةً على تحمّل مستوياتٍ مرتفعةٍ من الزرنيخ اللاعضوي، كما أنها تقوم أيضاً بأكسدته وتحويله إلى الشكل العضوي، ممّا يقلّل الخطورة؛ ويُدرس أيضاً إمكانية استخدامها في تنقية المياه.

#### التحول التأكسدي/الاختزالي للزرنيخ في الأوساط المائية
يمكن أن يوجد الزرنيخ في الطبيعة في عدّة حالات أكسدة (−3 و 0 و +3 و +5)، ولكن في المياه الطبيعية يوجد غالباً على شكل أملاح لاعضوية على هيئة أنيونات أكسجينية من الزرنيخيت (زرنيخ ثلاثي التكافؤ) أو الزرنيخات (زرنيخ خماسي التكافؤ). هناك أنواعٌ من البكتريا تساعد على التحوّل التأكسدي الاختزالي للزرنيخ؛ إذ توجد أنواعٌ من البكتريا المختزلة التي تقوم باختزال الزرنيخ الخماسي إلى الثلاثي؛ بالمقابل توجد هناك بكتريا كيميائية التغذية قادرةٌ على تحويل الزرنيخ الثلاثي إلى خماسي، وفي أثناء تلك العملية تقوم باختزال الأكسجين أو النترات، وتقوم باستخدام الطاقة المستحصلة لتثبيت الكربون.
يتميّز الزرنيخ بكونه حساساً لعمليات الانتقال في الأوساط المائية وذلك حسب درجة حموضة الوسط (pH) وكذلك حسب جهد اختزال الأنواع الكيميائية الزرنيخية الموجودة. إنّ قيم pH المرتفعة تساعد على تحرير أيونات الزرنيخ إلى الوسط المائي، وخاصّةً من معادن الكبريتيدات الزرنيخية. تؤثّر تفاعلات الأكسدة والاختزال على انتقال الزرنيخ؛ إذ أنّ الزرنيخيت هو الشكل الأكثر استقراراً في الأوساط المختزلة، في حين أنّ الزرنيخات، والتي هي أقلّ قابلية للحركة وللانتقال من الزرنيخيت، تكون سائدةً في الأوساط المؤكسدة عند قيم pH معتدلة. تكون الأوساط المختزلة غنيّةً بالمواد العضوية، ممّا يزيد من نشاط البكتريا المختزلة للزرنيخ التي تحوّل إلى الزرنيخيت المنحلّ، ممّا يساهم في ارتفاع مستويات الزرنيخ في المياه الجوفية.
تَستقرِئُ حسابات التوازن الديناميكية الحرارية أنّ تركيز الزرنيخ الخماسي ينبغي أن يكون أكبر من الزرنيخ الثلاثي في أغلب الأوساط ما عدا شديدة الاختزال منها، والتي يحدث فيها مثلاً اختزالٌ لأنيون الكبريتات؛ من جهةٍ أخرى فإنّ تفاعلات الأكسدة-اختزال اللاأحيائية بطيئة. حيث أنّ أكسدة الزرنيخ الثلاثي بواسطة الأكسجين المنحلّ في الماء هو تفاعلٌ بطيء؛ فقد وجدت دراسة أنّ نسب (As(V)/As(III تكون ثابتةً في المحاليل الشحيحة بالأكسجين إلى مدّة ثلاثة أسابيع، في حين أنّ التغيّر التدريجي حصل على فتراتٍ زمنيةٍ أطول؛ كما تتعلّق حدوث قابلية التغيّر في العيّنة حسب نوعها.

### حفظ الخشب
تعدّ مسألة استخدام مركّبات الزرنيخ في حفظ الخشب من الشؤون ذات الخطر البيئي في بعض الدول، وخاصّةً الولايات المتحدة الأمريكية؛ حيث استُخدِم سنة 2007 حوالي 50% من كمّيّة الزرنيخ المنتجة لذلك الغرض، وذلك في تحضير مركّب زرنيخات النحاس الكروماتية. تنشأ الخطورة من احتمالية رشح مركّبات الزرنيخ إلى التربة، أو عند حرق ألواح الخشب القديمة المعالَجة بالزرنيخ؛ رغم أنّ بعض اللوائح الناظمة في بعض الولايات الأمريكية تعتمد على دراساتٍ لا تجد علاقةً بين التخلّص من تلك الألواح وبين تلوّث المياه الجوفية بالزرنيخ. على العموم؛ هناك نزعةٌ إلى استخدام بدائل أكثر أماناً خالية من الزرنيخ، مثل مركّبات البورات أو سيبروكونازول أو بروبيكونازول، بالإضافة إلى مركّبات نحاس عضوية أخرى.

## الاستخدامات

### الزراعة

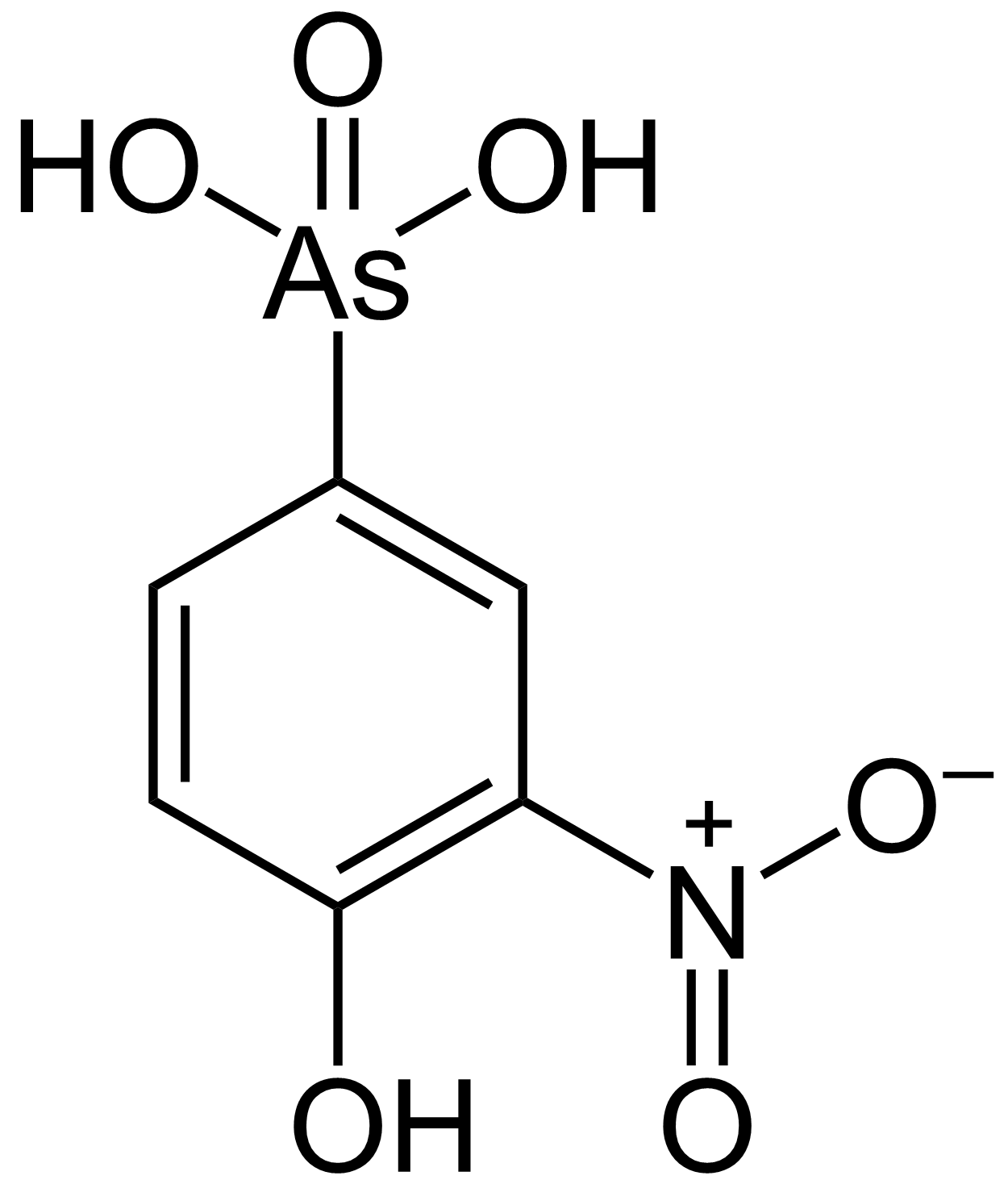
يضاف مركّب روكسارسون في المجال الزراعي إلى علف الدجاج وكان استخدامه محطّ جدل.

تُستخدَم مركّبات الزرنيخ في عددٍ من التطبيقات الزراعية، وخاصّةً في مجال المبيدات، وذلك سواء المركّبات اللاعضوية مثل مركّب زرنيخات الرصاص الهيدروجينية المستخدم في رشّ الأشجار المثمرة؛ أو العضوية مثل مركبي أرسونات ميثيل أحادي الصوديوم (MSMA) وأرسونات ميثيل ثنائي الصوديوم (DSMA). كما كانت مركّبات الزرنيخ تستخدم سابقاً في تحضير مبيدات القوارض.
تضاف مركّبات الزرنيخ إلى علف الدواجن والخنازير، وخاصّةً في الولايات المتّحدة، من أجل زيادة وزن الحيوانات وتحسين كفاءة التحويل الغذائي والوقاية من الأمراض. من الأمثلة على ذلك مركّب روكسارسون، والذي شاع استخدامه بنسبة حوالي 70% من قبل مُرَبّي فراريج اللحم الأمريكيين.؛ إلّا أنّ الشركات المنتجة لهذا المبيد أوقفت إنتاجه نتيجةً لظهور دراساتٍ بَيّنت ارتفاع مستويات الزرنيخ اللاعضوي المسبب للسرطان في الدواجن التي تتغذّى على هذا المركّب؛ إلّا أنّ شركاتٍ أخرى لا تزال تنتج مركّبات قريبةٍ منه، مثل مركّب نيتارزون، والمستخدم في علف الديوك الرومية. يُعمَد أيضاً في بعض الأحيان إلى إضافة مركّبات الزرنيخ إلى علف الخيول؛ ولكن قد يرافق ذلك خطورة نفوقها عند زيادة الجرعة، كما حدث سابقاً مع الحصان فار لاب الأسترالي.

### الطب
تعود جذور استخدام الزرنيخ ومركّباته في المجال الطبّي إلى العصور القديمة؛ ففد استخدمه أبقراط وبلينيوس الأكبر دواءً لعلاج الحمّى والصداع. وُصف استخدام الزرنيخ في الطبّ الصيني التقليدي في علاج الأسنان؛ كما استخدمه الطبيب العربي علي بن عباس في القرن العاشر الميلادي في تمويت لبّ السن. شاع استخدام مركّبات الزرنيخ منذ القرن الثامن عشر إلى أوائل القرن العشرين في المجال الطبّي، حيث كانت تستخدم أدويةً، ومن ضمنها أرسفينامين؛ إذ كان عقار أرسفينامين (سالفرسان) وكذلك نيوسالفرسان، يوصفان سابقاً لعلاج مرض الزهري؛ وأحياناً في علاج مرض الزحار. وجد أيضاً في أوائل القرن العشرين أنّ مركّب حمض الأرسانيليك (أتوكسيل) يقضي على المثقبية المسبّبة لمرض داء المثقبيات الأفريقي. لا تزال هناك عقاقيرٌ دوائيةٌ يدخل الزرنيخ في تركيبها مستخدمةً في علاج الأدواء، مثل عقار ميلارسوبرول المستخدم في علاج داء المثقبيات.
استُخدِم ثلاثي أكسيد الزرنيخ في تطبيقاتٍ طبّيةٍ مختلفة خلال آخر 500 سنة، منها دخوله أحياناً في تركيب محلول فاولر، والذي يتألّف من محلول 1% زرنيخيت البوتاسيوم والذي استُخدِم سابقاً لعلاج مرض الصدفية.
في سنة 2000 أقّرت إدارة الغذاء والدواء الأمريكية باستخدام ثلاثي أكسيد الزرنيخ في علاج مرضى اللوكيميا الحادة بخلايا النخاع الخديج، للمرضى الذين لديهم مناعةٌ تجاه العلاج بالتريتينوين. يُدرس استخدام جسيمات نانوية من الزرنيخ للقضاء على الخلايا السرطانية، إذ أنها تبدي سمية للخلايا بشكل أكبر من تركيبات الزرنيخ.
يُستخدَم النظير زرنيخ-74 في مجال الوسم الإشعاعي، إذ أنّ هذا النظير مصدرٌ للبوزيترونات، ويمكن أن يستخدم في مجال التصوير المقطعي بالإصدار البوزيتروني، إذ أنّه يعطي صوراً أفضل من نظير اليود-124، حيث أنّ الأخير يميل إلى الانتقال إلى الغدّة الدرقية، ممّا يسبّب تشويشاً للإشارة.

### السبائك
عندما تضاف كمّيّاتٌ ضئيلةٌ من الزرنيخ في تركيب سبائك الرصاص فإنّها تحسّن من الصلابة البنيوية، وتجعل الرصاص أسهلَ سبْكاً. فعلى سبيل المثال تُدعَم المكوّنات الرصاصية مثلاً في بطاريات السيارات بوجود نسبة ضئيلة من الزرنيخ؛ كما تضاف نسبة حوالي 2% من الزرنيخ إلى الرصاص في تركيب المقذوفات والطلقات. تفيد أيضاً إضافة نسبٍ ضئيلةٍ من الزرنيخ إلى النحاس الأصفر (الصُّفْر) في التقليل من حدوث الانحلال الانتقائي للزنك؛ ولتلك السبيكة تطبيقات في مجال السباكة ومجالات أخرى رطبة. وُجدَ أنّ سبيكةً مصنوعةً من النحاس والفوسفور بغياب الأكسجين وبوجود نسبة من الزرنيخ حوالي 0.3% هي ذات خواص مقاومة للتآكل في بيئاتٍ معيّنة.
يعدّ زرنيخيد الغاليوم GaAs، وهو مركّبٌ بين فلزّي، من المواد شبه الموصلة المهمّة والمستخدمة في الدارات المتكاملة، إذ تتميّز الدارات الحاوية عليه بأنّها أسرع من المصنوعة من السيليكون؛ فلزرنيخيد الغاليوم فجوة نطاق مباشرة، ويمكن أن يستخدم في تركيب الثنائيات الليزرية والثنائيات الباعثة للضوء من أجل تحويل الطاقة الكهربائية إلى ضوئية.

### متفرقات
.
حفظ الخشب

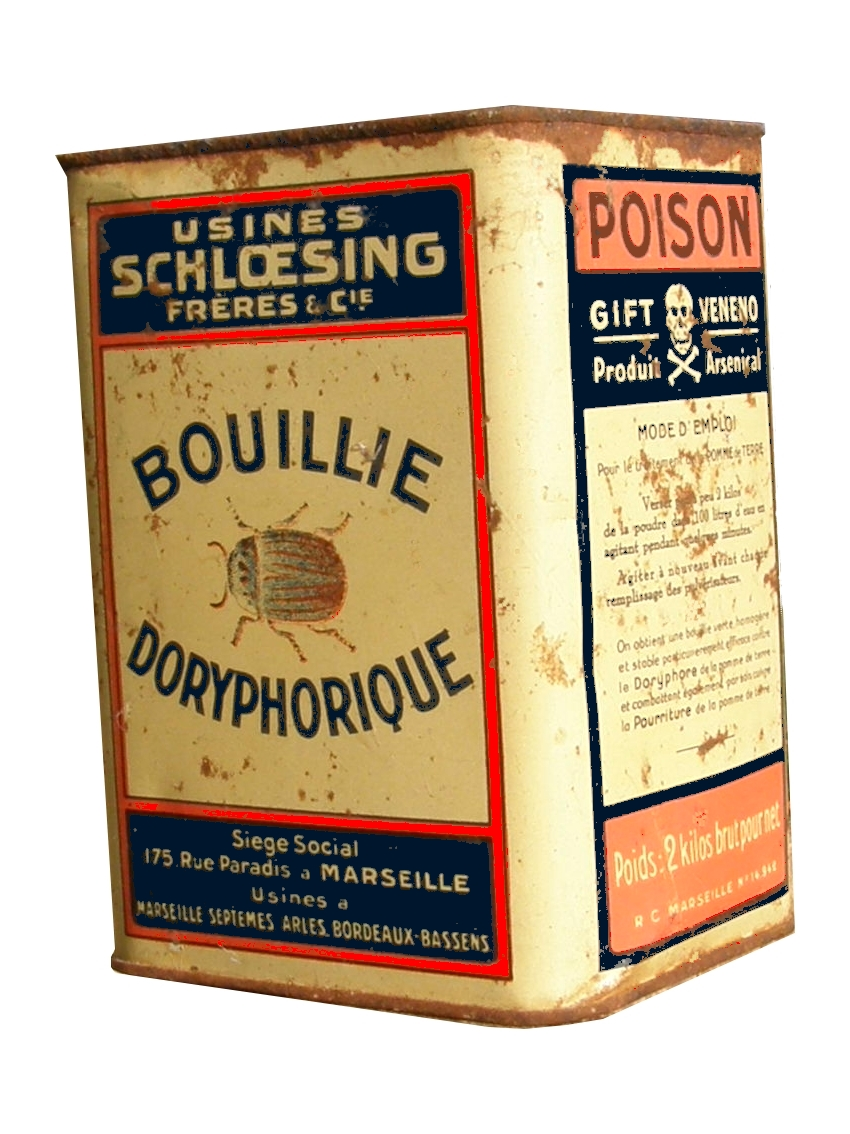
عبوة لمبيدٍ حشري ضد خنفساء بطاطس كولورادو يدخل الزرنيخ في تركيبه

يستخدم مركّب زرنيخات النحاس الكروماتية (CCA) بسبب سمّيّته تجاه بعض أنواع الحشرات والفطريات في بعض الدول في مجال حفظ الخشب؛ وكان هذا الاستخدام يستهلك أكثر من 50% من إنتاج الزرنيخ في الولايات المتّحدة الأمريكية. إلّا أنّ الاهتمام المتزايد بسمّية الزرنيخ دفعت إلى حظر الاستخدام التجاري لهذا المركّب من الاتحاد الأوروبي والولايات المتّحدة؛ لكنه لا يزال مستخدماً في دولٍ أخرى.
تطبيقات عسكرية
قامت الولايات المتّحدة الأمريكية بعد الحرب العالمية الأولى بتكديس كمّيّات من السلاح الكيميائي لويسيت، وهو مركب زرنيخ عضوي يتميّز بأنه مسبّب لتشكّل البثور (منفّط) ومهيّج للرئتين. إلى أن جرى التخلّص منه بعد ذلك بالمعالجة مع المواد المؤكسدة وطرح في خليج المكسيك في خمسينيّات القرن العشرين. أثناء حرب فيتنام استخدمت الولايات المتّحدة العامل الأزرق، وهو مزيج من حمض الكاكوديليك وكاكوديلات الصوديوم، ويعدّ واحداً من مبيدات قوس قزح، وهي مجموعة من مبيدات الأعشاب التي كان يهدف الجيش الأمريكي من خلالها إلى حرمان جنود فيتنام الشمالية من استخدام الأرز محصولاً ومن استخدام حقوله ستاراً نباتياً أثناء المعارك.
تطبيقات أخرى سابقة
- كان مركّب أسيتات النحاس الزرنيخية يستخدم سابقاً في مجال صناعة الخُضُب، وكان يعرف بعدّة أسماء، منها أخضر باريس وأخضر الزمرد؛ لكنّ هذا التطبيق سبّب العديد من حالات التسمّم بالزرنيخ. والأمر نفسه ينطبق على خضاب أخضر شيله، وهو مركّب من زرنيخات النحاس، حتى أنّ الأخير كان يستخدم ملوّناً غذائياً للحلويات.[159]
- كان الزرنيخ مستخدماً في الطلي الكهربائي لإضفاء لونٍ برونزيٍ على السطوح، ولكن رافق ذلك خطورة التسمم؛[160] كما كان الزرنيخ يستخدم سابقاً في تحنيط الحيوانات؛[161] وكذلك في صناعة الخزف والسيراميك؛[162] كما كان يدخل في تركيب زجاج المعدات البصرية؛ إلا أنه بضغط من الجماعات المدافعة عن البيئة جرى التوقف عن استخدامه هو والرصاص في تلك التطبيقات.[163]

## المخاطر
يُصنّف عنصر الزرنيخ ومركّباته اللاعضوية مثل ثلاثي الأكسيد ضمن المواد السامّة حسب توجيهات الاتحاد الأوروبي للمواد الخطرة (67/548/EEC)؛ كما تُصنِّفُ الوكالة الدولية لبحوث السرطان تلك الأنواع الكيميائية ضمن القائمة الأولى من المسرطنات. إذ يعمل الزرنيخ الثلاثي على الإخلال بعمليّة ترميم الدنا وبعملية توصيل الإشارة، بالإضافة إلى تعطيل عمل الجينات الكابتة للورم. تأتي سمّيّة الزرنيخ من إلفة الزرنيخ الثلاثي اللاعضوي تجاه ذرّة الكبريت في الثيول، وهي مجموعة وظيفية تأتي في النهايات الطرفية للحمض الأميني سيستئين، وفي تركيب عوامل مرافقة حيوية مثل حمض الليبويك ومرافق الإنزيم-A، والتي تتوضّع في المواقع النشطة الفعّالة في عددٍ من الإنزيمات المهمّة. يقوم الزرنيخ بالإخلال بإنتاج أدينوسين ثلاثي الفوسفات عبر عدّة آليات؛ فعلى مستوى دورة حمض الستريك يقوم الزرنيخ بتثبيط حمض الليبويك، وهو عامل مرافق لإنزيم نازعة هيدروجين البيروفات. يؤدّي التنافس بين الزرنيخات والفوسفات إلى الإخلال بأداء الفسفرة التأكسدية، ممّا يثبّط عملية اختزال ثنائي نوكليوتيد الأدنين وأميد النيكوتين المتعلّقة بإنتاج الطاقة الخلوية في الجسم. كما يزيد الزرنيخ من إنتاج بيروكسيد الهيدروجين في الجسم، وذلك يسهم في الإجهاد التأكسدي. كلّ تلك التداخلات في عمليّات الاستقلاب تؤدّي إلى خللٍ في أداء الأعضاء والأجهزة في الجسم؛ ممّا يؤدّي إلى موت الخلايا بالنخر، وليس عن طريق لاستماتة، والتي تتطلّب طاقةً أعلى من الأولى لحدوثها؛ إذ أنّ المصادر الطاقيّة في الجسم تكون مُستنفدَةً.
قد يأتي التعرّض المهني الخَطِر من جرّاء التعامل مع الزرنيخ اللاعضوي في صناعة مستحضرات حفظ الخشب أو إنتاج الزجاج الزرنيخي أو السبائك الرصاصية الزرنيخية، وكذلك في صناعة أشباه الموصلات؛ كما قد ينتج من عمليّات صهر المعادن. يؤدّي التسمّم الحادّ بالزرنيخ إلى حدوث تشنّجٍ بالعضلات والغثيان والإقياء والإسهال إلى أن يؤدّي إلى تعطيل وظائف الكليتين وجهاز الدوران؛ ويمكن أن يصل الأمر إلى حدوث غيبوبة أو الوفاة. لم تُحدَّد عتبات السمية جرعته المُميتة بدقة، ولأنه يعتمد أيَصًا على نوع مادة الزرنيخ ولكن تُقدر قيمة الجرعة المميتة المتوسطة للبالغين بـ 180 ملغ، اما الفترة المميتة ما بين 1-2 يوم وربما أقل.
يمكن مكافحة التسمّم الحادّ للزرنيخ باستخدام مركّبات كبريتية والتي تقوم بتشكيل معقّدات مع الزرنيخ، مثل مركّب حمض 3،2-ثنائي مركبتو-1-بروبان السلفونيك (DMPS). في حين يمكن مكافحة التسمّم المزمن بالزرنيخ باستخدام عقار ديمركابرول، والذي يوصف بجرعات تتراوح من 5 مغ/كغ حتى 300 مغ كلّ 4 ساعات في اليوم الأول؛ ثمّ كلّ 6 ساعات في اليوم الثاني، وأخيراً كلّ ثماني ساعات في الأسبوع اللاحق. بالرغم من ذلك، فإن وكالة تسجيل المواد السامة والأمراض الأمريكية تقر بأن الآثار طويلة الأمد للتعرض للزرنيخ لا يمكن التنبؤ بها.

### العلاجوالتدابير:
1} لا ينصح باستخدام المقيئ (Emetics).
2} يجب إفراغ المعدة ثم غسلها جيدًا وبشكل متكرر بواسطة أنبوب المعدة بكمية كبيرة من الماء والحليب. يجب غسلها على فترات لإزالة مركبات الحديد والزرنيخ الملتصق.
3} تمنع الزبدة والمواد الدهنية الامتصاص.
4} لا ينبغي إعطاء القلويات لأنها تزيد من قابلية ذوبان الزرنيخ.
5} يحول أكسيد الحديديك الطازج والمرطب عن طريق الفم بجرعات صغيرة الزرنيخ السام إلى أكسيد حديديك غير سام.
6} محلول القصبة الهوائية 400-800 مجم في اليوم الأول، 200-400 مجم في اليومين الثاني والثالث على جرعات مقسمة كل 4 ساعات و100-200 مجم على جرعتين مقسمتين لمدة 7-10 أيام أو حتى ينخفض مستوى البول إلى أقل من 50 ميكروجرام في عينة 24 ساعة.
7} يمكن استخدام البنسيلامين مع محلول القصبة الهوائية. 100 مجم، كجم يوميًا حتى 1-2 جم في أربع جرعات مقسمة لمدة 5 أيام.
8} تعمل الملطفات على تقليل التهيج.
9} زيت الخروع أو كبريتات المغنيسيوم لمنع امتصاص الزرنيخ في الأمعاء.
10} محلول الجلوكوز الملحي مع بيكربونات الصوديوم مفيد لمكافحة الصدمة وتحسين الاحتياطي القلوي.
11} يمكن إجراء غسيل الكلى أو نقل الدم إذا لزم الأمر.
12} العلاج بالاستخلاب غير فعال في التسمم بالزرنيخ.

### الحدود العظمى للتراكيز
أوصت منظّمة الصحّة العالمية بأن يكون التركيز الأعظمي للزرنيخ المنحلّ في ماء الشرب بمقدار 10 جزء في البليون (ppb)؛ وهو ما اعتمده عددٌ من الهيئات، مثل وكالة حماية البيئة، وإدارة الغذاء والدواء في الولايات المتّحدة. يعطى مقدار الخطورة الفورية للحياة أو الصحّة بالنسبة للزرنيخ بمقدار 5 مغ/م3؛ في حين وضعت إدارة السلامة والصحّة المهنية الأمريكية حدّ التعرّض المسموح به من الزرنيخ بمتوسّط زمني مرجَّح بمقدار 0.01 مغ/م3؛ أمّا المعهد الوطني للسلامة والصحّة المهنية فوضع الحدّ الموصى به لتعرّضٍ مستمرٍّ مدّته 15 دقيقة بمقدار 0.002 مغ/م3؛؛ أمّا حدّ التعرّض المسموح للزرنيخ العضوي فبمقدار 0.5 مغ/م3
يُمتَصّ الزرنيخ من جميع النباتات، ولكنّه يتركّز في الخضراوات الورقية والرزّ وعصير التفاح والعنب وفي المأكولات البحرية. بإمكان الزرنيخ الموجود في المياه الجوفية أن يتركّز في الأرز بمقدار عشرة أضعاف أيّ نوعٍ آخرَ من أنواع الحبوب. كانت أصناف الأرز المعروضة في السوق العالمي تحوي تراكيز من الزرنيخ تتراوح بين 20 إلى 900 ميكروغرام زرنيخ لكل كيلوغرام؛ إلى أن أقرّت لجنة من الدستور الغذائي سنة 2014 بوضع الحدّ الأعظمي بمقدار 200 ميكروغرام لكل كيلوغرام من الأرز. بالمقابل، لا توجد توصيات بالنسبة لأنواع الأغذية الأخرى التي يمكن أن يتركّز فيها الزرنيخ مثل عصائر الفواكه والبيرة؛ رغم أنّها قد تحوي تركيزاً أعلى من الحدّ المسموح بالنسبة لمياه الشرب؛ لذلك تطالب منظّمات حقوق المستهلكين أن يكون الحدّ الأعظمي من الزرنيخ في عصير التفاح مثلاً مقداراً يتراوح بين 3 إلى 4.4 جزء في البليون (ميكروغرام لكل كيلوغرام).

## في الحياة والثقافة العامة

### في اللغة
في اللغة العربية
يلفظ هذا العنصر في اللغة العربية إمّا بفتح الزاي «زَرنيخ» أو كسرها «زِرنيخ»؛ وقد يكون أصل كلمة زرنيخ بالعربية مشتقّاً من اللغة الفارسية؛ إذ أنّ كلمة «زَر» في الفارسية تعني أصفر؛ وقد يكون في ذلك إشارة إلى معدن الرهج الأصفر، الذي يحوي الزرنيخ في تركيبه. أورد ابن منظور في معجم لسان العرب لفظ «زرنيخ» تحت باب «زرنخ»، وذكر أنّ أصل الكلمة أعجمي؛ أمّا في القاموس المحيط لصاحبه مجد الدين الفيروزآبادي فقد ورد «زرنيق» لفظاً آخر له. في حين ورد في تاج العروس من جواهر القاموس: «[ز ر ن خ] (الزِّرْنِيخُ بالكسر: حَجرٌ. م)، أي معروف، وله أنواع كثيرة (مِنْهُ أَبْيَضُ و) منه (أَحْمَرُ و) منه (أَصْفَرُ. و)». ورد أيضًا في «كتاب الماء» لمؤلفه عبد الله بن محمد الأزدي: «الزِّرْنِيْخ: حجر معروف، منه أبيض وأحمر وأصفر، فارسيٌّ مُعَرَّب. ».
ورد لفظ الزرنيخ في الشعر العربي القديم؛ فقد قال النابغة الشيباني:
كما قال ابن الرومي:
في اللغات الأجنبية
لكلمة «Arsenic» في اللغة الإنجليزية جذورٌ تعود إلى كلمة «زرنيخ»؛ والتي دخل منها إلى اللغات الأوروبية عبر الإغريقية. اعتمد اسم هذا الفلز في اللغة الإغريقية على شكل «ἀρσενικόν (أرسينيكون)»، وهو نمط من التأثيل الشعبي من اللفظ الإغريقي «ἀρσενικός(أرسينيكوس)»، وهو يعني ذَكَر أو فحل. دخل هذا اللفظ إلى اللغة اللاتينية على شكل «arsenicum»، ومنه إلى اللغات الأوروبية.

### في الثقافة

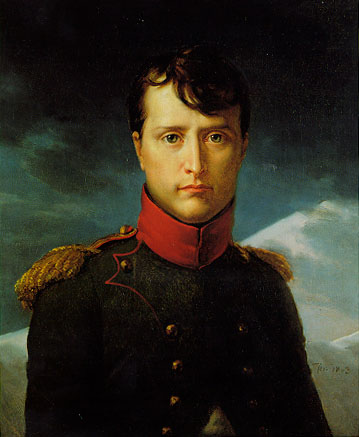
يعزى سبب وفاة نابليون بونابرت من البعض إلى التسمّم بالزرنيخ.

شاع ذكر عنصر الزرنيخ بين الشعوب على مدى العصور نظراً لاستخدامه سمّاً في جرائم القتل، وما عزّز ذلك توثيقُ تلك الجرائم تاريخياً، بالإضافة إلى وروده في الروايات الأدبية وفي الأفلام؛ مع أن التسمّم بالزرنيخ يحدث عملياً نتيجة مركّبات الزرنيخ الكيميائية لا العنصر ذاته. كثرت حالات التسمّم بالزرنيخ في فرنسا وإيطاليا أوائل العصور الحديثة؛ ففي القرن السابع عشر شاع صيت قصّة الماركيز ماري-مادلين دو برافييه  عندما سمّمت والدها وأخويها بالزرنيخ؛ أمّا قضية التسمّم بالزرنيخ التي سبّبتها ماري لافارج  أوائل القرن التاسع عشر فنالت الاهتمام، نظراً لكونها القضيّة الأولى التي كُشفَ عن استخدام الزرنيخ بالقتل فيها باستخدام اختبار مارش، لتكون بذلك أوّل قضيّةٍ يُستخدَم فيها علم السموم الشرعي لإثبات التهمة. هناك عدّة نظريّات وآراء تزعم أنّ سبب وفاة نابليون بونابرت هو نتيجة التسمّم بالزرنيخ، نظراً للعثور على نسبٍ مرتفعةٍ من هذا العنصر في شعره؛ لكن توجد نظرياتٌ أخرى تنسب الوفاة إلى أسباب أخرى، خاصّةً أنّ الاستطباب باستخدام محلول فاولر كان شائعاً في تلك الحقبة.
في مسرحية «دسيسة وحب» التي كتبها الأديب الألماني فريدريش شيلر استُعمل الزرنيخ وسيلةً للقتل؛ أمّا في رواية «مدام بوفاري» للكاتب الفرنسي جوستاف فلوبير فاستخدام الزرنيخ فيها وسيلةً للانتحار. كما يكثر ورود الزرنيخ  وسيلةً للقتل في الروايات البوليسية، كما هو الحال في رواية الكاتبة دوروثي سايرز «سم فتّاك»  على سبيل المثال؛ ومن الأفلام السينمائية ذات الصلة بالزرنيخ فيلم «Arsenic and Old Lace»، وهو من بطولة كاري غرانت وبيتر لور وبريسيلا لين، ومن إخراج فرانك كابرا.

## هوامش
1. ↑  (الاسم العلمي: Microascus brevicaulis)
2. ↑  Arsenate reductase (Arr)
3. ↑  (الاسم العلمي: Halomonadaceae)
4. ↑  (الاسم العلمي: Pteris vittata)
5. ↑  (الاسم العلمي: Cyanidioschyzon )
6. ↑  Marie-Madeleine de Brinvilliers
7. ↑  Marie Lafarge
8. ↑  Strong Poison

### باللغة العربية
1. ↑  د. علي عبد الله الدفاع. "الرائد الأول لعلم الكيمياء: جابر بن حيان أو أبو موسى الأزدي؛ مجلة الفيصل: العدد 108". مركز الملك فيصل للبحوث والدراسات الإسلامية، 1986. مؤرشف من الأصل في 2020-07-11.
2. ↑  "مدخل كلمة زرنيخ في لسان العرب عبر موقع المعاني". مؤرشف من الأصل في 29 نوفمبر 2020. اطلع عليه بتاريخ 2020. {{استشهاد ويب}}: تحقق من التاريخ في: |تاريخ الوصول= (مساعدة)
3. ↑  "مدخل كلمة زرنيخ في القاموس المحيط عبر موقع المعاني". مؤرشف من الأصل في 14 أكتوبر 2021. اطلع عليه بتاريخ 2020. {{استشهاد ويب}}: تحقق من التاريخ في: |تاريخ الوصول= (مساعدة)
4. ↑  الزبيدي، مرتضى (1994). تاج العروس من جواهر القاموس (ط. الثانية). مطبعة حكومة الكويت. ج. الجزء السابع. ص. 263. ISBN:9782745174086. مؤرشف من الأصل في 2022-04-29.
5. ↑  الأزدي، عبد الله بن محمد (2015). الماء (ط. الثانية). وزارة التراث والثقافة في سلطنة عُمان. ج. الجزء الثاني. ص. 239. ISBN:9789996904035.
6. ↑  "ألا طال التنظر والثواء .. النابغة الشيباني". بوابة الشعراء. مؤرشف من الأصل في 14 أكتوبر 2021. اطلع عليه بتاريخ 2020. {{استشهاد ويب}}: تحقق من التاريخ في: |تاريخ الوصول= (مساعدة)
7. ↑  أحمد حسن بسج (2009). ديوان ابن الرومي 1-3 ج1. دار الكتب العلمية. ISBN:9782745107985. مؤرشف من الأصل في 2021-10-14.

### بلغات أجنبية
1. 1 2 3 4  Gokcen, N. A (1989). "The As (arsenic) system". Bull. Alloy Phase Diagrams. ج. 10: 11–22. DOI:10.1007/BF02882166.
2. ↑  Ellis، Bobby D.؛ MacDonald، Charles L. B. (2004). "Stabilized Arsenic(I) Iodide: A Ready Source of Arsenic Iodide Fragments and a Useful Reagent for the Generation of Clusters". Inorganic Chemistry. ج. 43: 5981. DOI:10.1021/ic049281s.
3. ↑  Arsenic, mindat.org
4. ↑  editor-in-chief, David R. Lide. (2000). "Magnetic susceptibility of the elements and inorganic compounds". Handbook of Chemistry and Physics (PDF) (ط. 81). CRC press. ISBN:0849304814. {{استشهاد بكتاب}}: |author= باسم عام (مساعدة)
5. ↑  Anke M. Arsenic. In: Mertz W. ed., Trace elements in human and Animal Nutrition, 5th ed. Orlando, FL: Academic Press, 1986, 347–372
6. ↑  Uthus، Eric O. (1992). "Evidence for arsenic essentiality". Environmental Geochemistry and Health. ج. 14 ع. 2: 55–58. DOI:10.1007/BF01783629. PMID:24197927.
7. ↑  Uthus E.O., Arsenic essentiality and factors affecting its importance. In: Chappell W.R, Abernathy C.O, Cothern C.R. eds., Arsenic Exposure and Health. Northwood, UK: Science and Technology Letters, 1994, 199–208.
8. ↑  Oyeronke A. Odunola, Aliyu Muhammad, Ahsana D. Farooq, Kourosh Dalvandi, Huma Rasheed, Muhammad I. Choudhary, Ochuko L. Erukainure: Comparative assessment of redox-sensitive biomarkers due to acacia honey and sodium arsenite administration in vivo. In: Mediterranean Journal of Nutrition and Metabolism. 6, Nr. 2, 2013, S. 119–126, doi:10.1007/s12349-013-0127-1.
9. 1 2 3 4 5  Grund, Sabina C.؛ Hanusch, Kunibert؛ Wolf, Hans Uwe (2005)، "Arsenic and Arsenic Compounds"، موسوعة أولمان للكيمياء الصناعية، فاينهايم: وايلي-في سي إتش، DOI:10.1002/14356007.a03_113.pub2
10. ↑  Jorma Maeki-Paakkanen, Päivi Kurttio, Anna Paldy, Juha Pekkanen: Association between the clastogenic effect in peripheral lymphocytes and human exposure to arsenic through drinking water. (PDF) In: Environmental and Molecular Mutagenesis. 32, Nr. 4, 1998, S. 301–313. نسخة محفوظة 20 سبتمبر 2018 على موقع واي باك مشين.
11. ↑  Bentley، Ronald؛ Chasteen، Thomas G. (2002). "Arsenic Curiosa and Humanity". The Chemical Educator. ج. 7 ع. 2: 51–60. DOI:10.1007/s00897020539a. مؤرشف من الأصل في 2020-05-08.
12. ↑  Lechtman، H. (1996). "Arsenic Bronze: Dirty Copper or Chosen Alloy? A View from the Americas". Journal of Field Archaeology. ج. 23 ع. 4: 477–514. DOI:10.2307/530550. JSTOR:530550.
13. ↑  Charles, J. A. (1967). "Early Arsenical Bronzes—A Metallurgical View". American Journal of Archaeology. ج. 71 ع. 1: 21–26. DOI:10.2307/501586. JSTOR:501586. مؤرشف من الأصل في 2022-03-14.
14. ↑  Holmyard John Eric (2007). Makers of Chemistry. Read Books. ISBN:978-1-4067-3275-7.
15. ↑  George Sarton, Introduction to the History of Science (I. From Homer to Omar Khayyam) 1927.
16. ↑  Emsley، John (2001). Nature's Building Blocks: An A-Z Guide to the Elements. Oxford: Oxford University Press. ص. 43, 513, 529. ISBN:978-0-19-850341-5.
17. ↑  Vahidnia، A.؛ Van Der Voet، G. B.؛ De Wolff، F. A. (2007). "Arsenic neurotoxicity – a review". Human & Experimental Toxicology. ج. 26 ع. 10: 823–32. DOI:10.1177/0960327107084539. PMID:18025055.
18. ↑  (Comte)، Antoine-François de Fourcroy (1804). A general system of chemical knowledge, and its application to the phenomena of nature and art. ص. 84–. مؤرشف من الأصل في 2020-07-11.
19. ↑  Seyferth، Dietmar (2001). "Cadet's Fuming Arsenical Liquid and the Cacodyl Compounds of Bunsen". Organometallics. ج. 20 ع. 8: 1488–1498. DOI:10.1021/om0101947.
20. ↑  Hawksley، Lucinda (2016). Bitten by Witch Fever: Wallpaper & Arsenic in the Victorian Home. New York: Thames & Hudson.
21. ↑  Lanman، Susan W. (2000). "Colour in the Garden: 'Malignant Magenta'". Garden History. ج. 28 ع. 2: 209–221. DOI:10.2307/1587270. JSTOR:1587270.
22. ↑  Holton، E. C. (1926). "Insecticides and Fungicides". Industrial & Engineering Chemistry. ج. 18 ع. 9: 931–933. DOI:10.1021/ie50201a018.
23. ↑  Murphy، E. A.؛ Aucott، M. (1998). "An assessment of the amounts of arsenical pesticides used historically in a geographical area". Science of the Total Environment. ج. 218 ع. 2–3: 89–101. Bibcode:1998ScTEn.218...89M. DOI:10.1016/S0048-9697(98)00180-6.
24. ↑  Marlatt، C. L. (1897). Important Insecticides: Directions for Their Preparation and Use. U.S. Department of Agriculture. ص. 5. مؤرشف من الأصل في 2020-11-06.
25. ↑  Kassinger، Ruth (20 أبريل 2010). Paradise Under Glass: An Amateur Creates a Conservatory Garden. ISBN:978-0-06-199130-1. مؤرشف من الأصل في 2020-05-13.
26. ↑  K. H. Wedepohl: The composition of the continental crust. In: Geochimica et Cosmochimica Acta. 59/7, 1995, S. 1217–1232.
27. ↑  IMA/CNMNC List of Mineral Names – Gold. (PDF; 1,8 MB) S. 17. UPDATE 160309.pdf نسخة محفوظة 2013-06-26 على موقع واي باك مشين.
28. ↑  Localities for Arsenic. Mindat. نسخة محفوظة 2019-04-21 على موقع واي باك مشين.
29. ↑  Mineral Species sorted by the element As (Arsenic). Webmineral. نسخة محفوظة 2020-05-11 على موقع واي باك مشين.
30. 1 2  Matschullat، Jörg (2000). "Arsenic in the geosphere — a review". The Science of the Total Environment. ج. 249 ع. 1–3: 297–312. Bibcode:2000ScTEn.249..297M. DOI:10.1016/S0048-9697(99)00524-0. PMID:10813460.
31. ↑  Brooks، William E. "Mineral Commodity Summaries 2007: Arsenic" (PDF). United States Geological Survey. مؤرشف من الأصل (PDF) في 2008-12-17. اطلع عليه بتاريخ 2008-11-25.
32. 1 2 3  Brooks، William E. "Minerals Yearbook 2007: Arsenic" (PDF). United States Geological Survey. مؤرشف (PDF) من الأصل في 2008-12-17. اطلع عليه بتاريخ 2008-11-08.
33. ↑  Whelan، J. M.؛ Struthers، J. D.؛ Ditzenberger، J. A. (1960). "Separation of Sulfur, Selenium, and Tellurium from Arsenic". Journal of the Electrochemical Society. ج. 107 ع. 12: 982–985. DOI:10.1149/1.2427585. مؤرشف من الأصل في 2022-03-19.
34. 1 2  G. Brauer (Hrsg.): Handbook of Preparative Inorganic Chemistry. 2. Auflage. vol. 1, Academic Press 1963, S. 591–592.
35. 1 2  Edelstein، Daniel L. "Mineral Commodity Summaries 2016: Arsenic" (PDF). United States Geological Survey. مؤرشف من الأصل (PDF) في 2019-04-07. اطلع عليه بتاريخ 2016-07-01.
36. 1 2  Audi، Georges؛ Bersillon، Olivier؛ Blachot، Jean؛ Wapstra، Aaldert Hendrik (2003)، "The NUBASE evaluation of nuclear and decay properties"، Nuclear Physics A، ج. 729، ص. 3–128، Bibcode:2003NuPhA.729....3A، DOI:10.1016/j.nuclphysa.2003.11.001
37. ↑  Norman، Nicholas C. (1998). Chemistry of Arsenic, Antimony and Bismuth. Springer. ص. 50. ISBN:978-0-7514-0389-3. مؤرشف من الأصل في 2021-02-03.
38. 1 2  Madelung, Otfried (2004). Semiconductors: data handbook. Birkhäuser. ص. 410–. ISBN:978-3-540-40488-0. مؤرشف من الأصل في 2021-02-03.
39. 1 2 3 4  Greenwood and Earnshaw, pp. 552–4
40. ↑  Biberg، Egon؛ Wiberg، Nils؛ Holleman، Arnold Frederick (2001). Inorganic Chemistry. Academic Press. ISBN:978-0-12-352651-9.
41. 1 2 3 4 5  Holleman, Arnold F.; Wiberg, Egon; Wiberg, Nils (1985). "Arsen". Lehrbuch der Anorganischen Chemie (بالألمانية) (91–100 ed.). Walter de Gruyter. pp. 675–681. ISBN:978-3-11-007511-3.
42. ↑  Seidl، Michael؛ Balázs، Gábor؛ Scheer، Manfred (22 مارس 2019). "The Chemistry of Yellow Arsenic". Chemical Reviews. ج. 119 ع. 14: 8406–8434. DOI:10.1021/acs.chemrev.8b00713. PMID:30900440.
43. ↑  Arsenic Element Facts. chemicool.com نسخة محفوظة 2021-10-06 على موقع واي باك مشين.
44. ↑  Antonatos, Nikolas; Luxa, Jan; Sturala, Jiri; Sofer, Zdeněk (2020). "Black arsenic: a new synthetic method by catalytic crystallization of arsenic glass". Nanoscale (بالإنجليزية). 12 (9): 5397–5401. DOI:10.1039/C9NR09627B. PMID:31894222.
45. ↑  Yiming Zhang, Julian R. G. Evans, Shoufeng Yang: Corrected Values for Boiling Points and Enthalpies of Vaporization of Elements in Handbooks. In: Journal of Chemical & Engineering Data. 56, 2011, S. 328–337, doi:10.1021/je1011086.
46. ↑  Chisholm, Hugh, ed. (1911). "Arsenic" . Encyclopædia Britannica (بالإنجليزية) (11th ed.). Cambridge University Press. Vol. 2. pp. 651–654.
47. 1 2  Greenwood and Earnshaw, pp. 557–8
48. ↑  Institut National de Recherche et de Sécurité (2000). "Fiche toxicologique nº 53: Trihydrure d'arsenic" (PDF). مؤرشف من الأصل (PDF) في 26 نوفمبر 2006. اطلع عليه بتاريخ 6 سبتمبر 2006. {{استشهاد بدورية محكمة}}: الاستشهاد بدورية محكمة يطلب |دورية محكمة= (مساعدة)
49. 1 2  Greenwood and Earnshaw, pp. 572–8
50. ↑  "Arsenic: arsenic(II) sulfide compound data". WebElements.com. مؤرشف من الأصل في 2007-12-11. اطلع عليه بتاريخ 2007-12-10.
51. ↑  Greenwood and Earnshaw, pp. 578–83
52. ↑  Tanaka، A. (2004). "Toxicity of indium arsenide, gallium arsenide, and aluminium gallium arsenide". Toxicology and Applied Pharmacology. ج. 198 ع. 3: 405–11. DOI:10.1016/j.taap.2003.10.019. PMID:15276420.
53. ↑  Ellison، Hank D. (2007). Handbook of chemical and biological warfare agents. CRC Press. ISBN:978-0-8493-1434-6.
54. ↑  Girard، James (2010). Principles of Environmental Chemistry. Jones & Bartlett Learning. ISBN:978-0-7637-5939-1.
55. ↑  Somani، Satu M. (2001). Chemical warfare agents: toxicity at low levels. CRC Press. ISBN:978-0-8493-0872-7.
56. ↑  Greenwood, p. 584
57. ↑  Holleman, A. F.; Wiberg, E. "Inorganic Chemistry" Academic Press: San Diego, 2001
58. ↑  J. Strähle, E. Schweda: Jander · Blasius - Einführung in das anorganisch-chemische Praktikum. 14. Auflage. Hirzel, Stuttgart 1995, ISBN 978-3-7776-0672-9, S. 262.
59. 1 2 3  R. Lobinski, Z. Marcenko: Spectrochemical Trace Analysis for Metals and Metalloids. Elsevier, 1997.
60. ↑  P. Liang, L. Peng, P. Yan: Speciation of As(III) and As(V) in water samples by liquid-liquid microextraction separation and determination by graphite furnace atomic absorption spectrometry. In: Microchimica Acta. 166, 1999, S. 47–52 and darin genannte Zitationen.
61. ↑  Y. Jiang, J. Liu, X. Xia, D. Wang: Ammonium pyrrolidinedithiocarbamate-modified activated carbon micro-column extraction for the determination of As(III) in water by graphite furnace atomic absorption spectrometry. In: Microchimica Acta. 161, 2008, S. 137–142.
62. ↑  D. Hung, O. Nekrassova, R. Compton: Analytical Methods for Inorganic Arsenic in Water: A Review. In: Talanta. 64, 2004, S. 269–277.
63. 1 2  J. Mattusch, R. Wennrich: Novel Analytical Methodologies for the Determination of Arsenic and other Metalloid Species in Solids, Liquids and Gases. In: Microchimica Acta. 151, 2005, S. 137–139.
64. ↑  S. Londesborough, J. Mattusch, R. Wennrich: Separation of organic and inorganic arsenic species by HPLC-ICP-MS. In: Fresenius Journal of Analytical Chemistry. 363, 1999, S. 577–581.
65. ↑  G. Schwedt: Analytische Chemie. 2. Auflage. Wiley-VCH, 2008, S. 352.
66. ↑  Anke M. (1986) "Arsenic", pp. 347–372 in Mertz W. (ed.), Trace elements in human and Animal Nutrition, 5th ed. Orlando, FL: Academic Press
67. ↑  Uthus E.O. (1992). "Evidency for arsenical essentiality". Environ Geochem Health. ج. 14 ع. 2: 55–8. DOI:10.1007/BF01783629. PMID:24197927.
68. ↑  Uthus E.O. (1994) "Arsenic essentiality and factors affecting its importance", pp. 199–208 in Chappell W.R, Abernathy C.O, Cothern C.R. (eds.) Arsenic Exposure and Health. Northwood, UK: Science and Technology Letters.
69. ↑  K. O. Amayo, A. Raab, E. M. Krupp, T. Marschall, M. Horsfall Jr, J. Feldmann: Arsenolipids show different profiles in muscle tissues of four commercial fish species. J Trace Elem Med Biol. 2013 Nov 23. pii: S0946-672X(13)00167-3. PMID 24332310.
70. ↑  V. Taylora; B. Goodale; A. Raab; T. Schwerdtle; K. Reimer; S. Conklin; M. R. Karagas: K. A. Francesconig (2017). "Human exposure to organic arsenic species from seafood". Science of The Total Environment. ج. 580: 266–282. DOI:10.1016/j.scitotenv.2016.12.113.{{استشهاد بدورية محكمة}}:  صيانة الاستشهاد: أسماء متعددة: قائمة المؤلفين (link)
71. ↑  Baccarelli، A.؛ Bollati، V. (2009). "Epigenetics and environmental chemicals". Current Opinion in Pediatrics. ج. 21 ع. 2: 243–251. DOI:10.1097/MOP.0b013e32832925cc. PMC:3035853. PMID:19663042.
72. ↑  Sakurai، Teruaki Sakurai (2003). "Biomethylation of Arsenic is Essentially Detoxicating Event". Journal of Health Science. ج. 49 ع. 3: 171–178. DOI:10.1248/jhs.49.171.
73. ↑  Reimer، K. J.؛ Koch, I.؛ Cullen, W.R. (2010). Organoarsenicals. Distribution and transformation in the environment. Metal Ions in Life Sciences. ج. 7. ص. 165–229. DOI:10.1039/9781849730822-00165. ISBN:978-1-84755-177-1. PMID:20877808.
74. ↑  Bentley، Ronald؛ Chasteen، T. G. (2002). "Microbial Methylation of Metalloids: Arsenic, Antimony, and Bismuth". Microbiology and Molecular Biology Reviews. ج. 66 ع. 2: 250–271. DOI:10.1128/MMBR.66.2.250-271.2002. PMC:120786. PMID:12040126.
75. ↑  Cullen، William R.؛ Reimer، Kenneth J. (1989). "Arsenic speciation in the environment". Chemical Reviews. ج. 89 ع. 4: 713–764. DOI:10.1021/cr00094a002. hdl:10214/2162.
76. ↑  Bhattacharya، P.؛ Welch، A. H.؛ Stollenwerk، K. G.؛ McLaughlin، M. J.؛ Bundschuh، J.؛ Panaullah، G. (2007). "Arsenic in the Environment: Biology and Chemistry". Science of the Total Environment. ج. 379 ع. 2–3: 109–120. DOI:10.1016/j.scitotenv.2007.02.037. PMID:17434206.
77. ↑  Stolz، John F.؛ Basu، Partha؛ Santini، Joanne M.؛ Oremland، Ronald S. (2006). "Arsenic and Selenium in Microbial Metabolism". Annual Review of Microbiology. ج. 60: 107–30. DOI:10.1146/annurev.micro.60.080805.142053. PMID:16704340. S2CID:2575554.
78. ↑  Kulp, T. R؛ Hoeft، S. E.؛ Asao، M.؛ Madigan، M. T.؛ Hollibaugh، J. T.؛ Fisher، J. C.؛ Stolz، J. F.؛ Culbertson، C. W.؛ Miller، L. G.؛ Oremland، R. S. (2008). "Arsenic(III) fuels anoxygenic photosynthesis in hot spring biofilms from Mono Lake, California". Science. ج. 321 ع. 5891: 967–970. Bibcode:2008Sci...321..967K. DOI:10.1126/science.1160799. PMID:18703741. S2CID:39479754.
79. ↑  Mukhopadhyay، Rita؛ Rosen، Barry P.؛ Phung، Le T.؛ Silver، Simon (2002). "Microbial arsenic: From geocycles to genes and enzymes". FEMS Microbiology Reviews. ج. 26 ع. 3: 311–25. DOI:10.1111/j.1574-6976.2002.tb00617.x. PMID:12165430.
80. ↑  Wolfe-Simon, F.; Blum, J. S.; Kulp, T. R.; Gordon, G. W.; Hoeft, S. E.; Pett-Ridge, J.; Stolz, J. F.; Webb, S. M.; Weber, P. K. (3 Jun 2011). "A Bacterium That Can Grow by Using Arsenic Instead of Phosphorus" (PDF). Science (بالإنجليزية). 332 (6034): 1163–1166. Bibcode:2011Sci...332.1163W. DOI:10.1126/science.1197258. PMID:21127214. Archived from the original (PDF) on 2021-10-07.
81. ↑  Erb، T. J.؛ Kiefer، P.؛ Hattendorf، B.؛ Günther، D.؛ Vorholt، J. A. (2012). "GFAJ-1 is an Arsenate-Resistant, Phosphate-Dependent Organism". Science. ج. 337 ع. 6093: 467–70. Bibcode:2012Sci...337..467E. DOI:10.1126/science.1218455. PMID:22773139.
82. ↑  Reaves، M. L.؛ Sinha، S.؛ Rabinowitz، J. D.؛ Kruglyak، L.؛ Redfield، R. J. (2012). "Absence of Detectable Arsenate in DNA from Arsenate-Grown GFAJ-1 Cells". Science. ج. 337 ع. 6093: 470–3. arXiv:1201.6643. Bibcode:2012Sci...337..470R. DOI:10.1126/science.1219861. PMC:3845625. PMID:22773140.
83. ↑  "Case Studies in Environmental Medicine (CSEM) Arsenic Toxicity Exposure Pathways" (PDF). Agency for Toxic Substances & Disease Registry. مؤرشف من الأصل (PDF) في 2021-09-16. اطلع عليه بتاريخ 2010-05-15.
84. 1 2  Arsenic. The Agency for Toxic Substances and Disease Registry (2009). نسخة محفوظة 2021-01-26 على موقع واي باك مشين.
85. ↑  Smedley, P. L. (2002). "A review of the source, behaviour and distribution of arsenic in natural waters" (PDF). Applied Geochemistry. ج. 17 ع. 5: 517–568. Bibcode:2002ApGC...17..517S. DOI:10.1016/S0883-2927(02)00018-5. مؤرشف من الأصل (PDF) في 2021-10-10.
86. ↑  Amini M., Abbaspour K.C., Berg M., Winkel L., Hug S.J., Hoehn E., Yang H., Johnson C.A. (2008). "Statistical modeling of global geogenic arsenic contamination in groundwater". Environmental Science and Technology. ج. 42 ع. 10: 3669–3675. Bibcode:2008EnST...42.3669A. DOI:10.1021/es702859e. PMID:18546706.{{استشهاد بدورية محكمة}}:  صيانة الاستشهاد: أسماء متعددة: قائمة المؤلفين (link)
87. ↑  Winkel L., Berg M., Amini M., Hug S.J., Johnson C.A. (2008). "Predicting groundwater arsenic contamination in Southeast Asia from surface parameters". Nature Geoscience. ج. 1 ع. 8: 536–542. Bibcode:2008NatGe...1..536W. DOI:10.1038/ngeo254. مؤرشف من الأصل في 2021-06-30.{{استشهاد بدورية محكمة}}:  صيانة الاستشهاد: أسماء متعددة: قائمة المؤلفين (link)
88. ↑  Henke، Kevin R. (28 أبريل 2009). Arsenic: Environmental Chemistry, Health Threats and Waste Treatment. ص. 317. ISBN:978-0-470-02758-5. مؤرشف من الأصل في 2021-07-09.
89. ↑  "Arsenic in drinking water seen as threat – USATODAY.com". USA Today. 30 أغسطس 2007. مؤرشف من الأصل في 2021-10-04. اطلع عليه بتاريخ 2008-01-01.
90. ↑  Meharg، Andrew (2005). Venomous Earth – How Arsenic Caused The World's Worst Mass Poisoning. Macmillan Science. ISBN:978-1-4039-4499-3. مؤرشف من الأصل في 2020-07-31.
91. ↑  "Arsenic in drinking water threatens up to 60 million in Pakistan". Science | AAAS (بالإنجليزية). 23 Aug 2017. Archived from the original on 2021-04-27. Retrieved 2017-09-11.
92. ↑  Kohnhorst، Andrew (2005). "Arsenic in Groundwater in Selected Countries in South and Southeast Asia: A Review". J Trop Med Parasitol. ج. 28: 73. مؤرشف من الأصل في 2014-01-10.
93. ↑  "Arsenic in Drinking Water: 3. Occurrence in U.S. Waters" (PDF). مؤرشف من الأصل (PDF) في 7 يناير 2010. اطلع عليه بتاريخ 15 مايو 2010.
94. ↑  Welch، Alan H.؛ Westjohn، D. B.؛ Helsel، Dennis R.؛ Wanty، Richard B. (2000). "Arsenic in Ground Water of the United States: Occurrence and Geochemistry". Ground Water. ج. 38 ع. 4: 589–604. DOI:10.1111/j.1745-6584.2000.tb00251.x.
95. ↑  "In Small Doses:Arsenic". The Dartmouth Toxic Metals Superfund Research Program. Dartmouth College. مؤرشف من الأصل في 2019-04-07.
96. ↑  Klassen، R. A.؛ Douma، S. L.؛ Ford، A.؛ Rencz، A.؛ Grunsky، E. (2009). "Geoscience modeling of relative variation in natural arsenic hazard in potential in New Brunswick" (PDF). Geological Survey of Canada. مؤرشف من الأصل (PDF) في 2013-05-02. اطلع عليه بتاريخ 2012-10-14.
97. ↑  Goering، P.؛ Aposhian، H. V.؛ Mass، M. J.؛ Cebrián، M.؛ Beck، B. D.؛ Waalkes، M. P. (1999). "The enigma of arsenic carcinogenesis: Role of metabolism". Toxicological Sciences. ج. 49 ع. 1: 5–14. DOI:10.1093/toxsci/49.1.5. PMID:10367337.
98. ↑  Hopenhayn-Rich، C.؛ Biggs، M. L.؛ Smith، A. H.؛ Kalman، D. A.؛ Moore، L. E. (1996). "Methylation study of a population environmentally exposed to arsenic in drinking water". Environmental Health Perspectives. ج. 104 ع. 6: 620–628. DOI:10.1289/ehp.96104620. PMC:1469390. PMID:8793350.
99. ↑  Smith، A. H.؛ Arroyo، A. P.؛ Mazumder، D. N.؛ Kosnett، M. J.؛ Hernandez، A. L.؛ Beeris، M.؛ Smith، M. M.؛ Moore، L. E. (2000). "Arsenic-induced skin lesions among Atacameño people in Northern Chile despite good nutrition and centuries of exposure" (PDF). Environmental Health Perspectives. ج. 108 ع. 7: 617–620. DOI:10.1289/ehp.00108617. PMC:1638201. PMID:10903614. مؤرشف من الأصل (PDF) في 2021-07-31.
100. ↑  Courtney، D.؛ Ely، Kenneth H.؛ Enelow، Richard I.؛ Hamilton، Joshua W. (2009). "Low Dose Arsenic Compromises the Immune Response to Influenza A Infection in vivo". Environmental Health Perspectives. ج. 117 ع. 9: 1441–7. DOI:10.1289/ehp.0900911. PMC:2737023. PMID:19750111.
101. ↑  Meliker، J. R.؛ Wahl، R. L.؛ Cameron، L. L.؛ Nriagu، J. O. (2007). "Arsenic in drinking water and cerebrovascular disease, diabetes mellitus, and kidney disease in Michigan: A standardized mortality ratio analysis". Environmental Health. ج. 6: 4. DOI:10.1186/1476-069X-6-4. PMC:1797014. PMID:17274811.{{استشهاد بدورية محكمة}}:  صيانة الاستشهاد: دوي مجاني غير معلم (link)
102. ↑  Tseng، Chin-Hsiao؛ Tai، Tong-Yuan؛ Chong، Choon-Khim؛ Tseng، Ching-Ping؛ Lai، Mei-Shu؛ Lin، Boniface J.؛ Chiou، Hung-Yi؛ Hsueh، Yu-Mei؛ Hsu، Kuang-Hung؛ Chen، C. J. (2000). "Long-Term Arsenic Exposure and Incidence of Non-Insulin-Dependent Diabetes Mellitus: A Cohort Study in Arseniasis-Hyperendemic Villages in Taiwan". Environmental Health Perspectives. ج. 108 ع. 9: 847–51. DOI:10.1289/ehp.00108847. PMC:2556925. PMID:11017889.
103. ↑  Knobeloch، L. M.؛ Zierold، K. M.؛ Anderson، H. A. (2006). "Association of arsenic-contaminated drinking-water with prevalence of skin cancer in Wisconsin's Fox River Valley". J. Health Popul Nutr. ج. 24 ع. 2: 206–13. hdl:1807/50099. PMID:17195561.
104. ↑  Ferreccio، C.؛ Sancha، A. M. (2006). "Arsenic exposure and its impact on health in Chile". J Health Popul Nutr. ج. 24 ع. 2: 164–75. hdl:1807/50095. PMID:17195557.
105. ↑  Talhout، Reinskje؛ Schulz، Thomas؛ Florek، Ewa؛ Van Benthem، Jan؛ Wester، Piet؛ Opperhuizen، Antoon (2011). "Hazardous Compounds in Tobacco Smoke". International Journal of Environmental Research and Public Health. ج. 8 ع. 12: 613–628. DOI:10.3390/ijerph8020613. PMC:3084482. PMID:21556207.{{استشهاد بدورية محكمة}}:  صيانة الاستشهاد: دوي مجاني غير معلم (link)
106. ↑  Chu، H. A.؛ Crawford-Brown، D. J. (2006). "Inorganic arsenic in drinking water and bladder cancer: a meta-analysis for dose-response assessment". Int. J. Environ. Res. Public Health. ج. 3 ع. 4: 316–22. DOI:10.3390/ijerph2006030039. PMID:17159272.
107. ↑  Lamm، S. H.؛ Engel، A.؛ Penn، C. A.؛ Chen، R.؛ Feinleib، M. (2006). "Arsenic cancer risk confounder in southwest Taiwan data set". Environ. Health Perspect. ج. 114 ع. 7: 1077–82. DOI:10.1289/ehp.8704. PMC:1513326. PMID:16835062.
108. ↑  Jain، C. K.؛ Singh، R. D. (2012). "Technological options for the removal of arsenic with special reference to South East Asia". Journal of Environmental Management. ج. 107: 1–8. DOI:10.1016/j.jenvman.2012.04.016. PMID:22579769. مؤرشف من الأصل في 2021-04-27.
109. ↑  Goering، P. (2013). "Bioremediation of arsenic-contaminated water: recent advances and future prospects". Water, Air, & Soil Pollution. ج. 224 ع. 12: 1722. Bibcode:2013WASP..224.1722B. DOI:10.1007/s11270-013-1722-y.
110. ↑  Yavuz، Cafer T.؛ Mayo، J. T.؛ Yu، W. W.؛ Prakash، A.؛ Falkner، J. C.؛ Yean، S.؛ Cong، L.؛ Shipley، H. J.؛ Kan، A.؛ Tomson، M.؛ Natelson، D.؛ Colvin، V. L. (2005). "Low-Field Magnetic Separation of Monodisperse Fe3O4 Nanocrystals". Science. ج. 314 ع. 5801: 964–967. DOI:10.1126/science.1131475. PMID:17095696.
111. ↑  Gulledge، John H.؛ O'Connor، John T. (1973). "Removal of Arsenic (V) from Water by Adsorption on Aluminum and Ferric Hydroxides". J. American Water Works Assn. ج. 65 ع. 8: 548–552. DOI:10.1002/j.1551-8833.1973.tb01893.x.
112. ↑  O'Connor، J. T.؛ O'Connor، T. L. "Arsenic in Drinking Water: 4. Removal Methods" (PDF). مؤرشف من الأصل (PDF) في 7 يناير 2010.
113. ↑  "In situ arsenic treatment". insituarsenic.org. مؤرشف من الأصل في 2021-02-27. اطلع عليه بتاريخ 2010-05-13.
114. ↑  Radloff، K. A.؛ Zheng، Y.؛ Michael، H. A.؛ Stute، M.؛ Bostick، B. C.؛ Mihajlov، I.؛ Bounds، M.؛ Huq، M. R.؛ Choudhury، I.؛ Rahman، M.؛ Schlosser، P.؛ Ahmed، K.؛ Van Geen، A. (2011). "Arsenic migration to deep groundwater in Bangladesh influenced by adsorption and water demand". Nature Geoscience. ج. 4 ع. 11: 793–798. Bibcode:2011NatGe...4..793R. DOI:10.1038/ngeo1283. PMC:3269239. PMID:22308168.
115. ↑  Croal، Laura R.؛ Gralnick، Jeffrey A.؛ Malasarn، Davin؛ Newman، Dianne K. (2004). "The Genetics of Geochemisty". Annual Review of Genetics. ج. 38: 175–206. DOI:10.1146/annurev.genet.38.072902.091138. PMID:15568975. مؤرشف من الأصل في 2021-09-18.
116. ↑  Goering، P. (2015). "Anaerobic arsenite oxidation with an electrode serving as the sole electron acceptor: A novel approach to the bioremediation of arsenic-polluted groundwater". Journal of Hazardous Materials. ج. 283: 617–622. DOI:10.1016/j.jhazmat.2014.10.014. hdl:10256/11522. PMID:25464303.
117. ↑  Lombi، E.؛ Zhao، F.-J.؛ Fuhrmann، M.؛ Ma، L. Q.؛ McGrath، S. P. (2002). "Arsenic Distribution and Speciation in the Fronds of the Hyperaccumulator Pteris vittata". New Phytologist. ج. 156 ع. 2: 195–203. DOI:10.1046/j.1469-8137.2002.00512.x. JSTOR:1514012.
118. ↑  Jie Qin u. a.: Biotransformation of arsenic by a Yellowstone thermoacidophilic eukaryotic alga. In: Proceedings of the National Academy of Sciences. (Abstract). نسخة محفوظة 2020-12-10 على موقع واي باك مشين.
119. ↑  Oremland, Ronald S. (2000). "Bacterial dissimilatory reduction of arsenate and sulfate in meromictic Mono Lake, California". Geochimica et Cosmochimica Acta. ج. 64 ع. 18: 3073–3084. Bibcode:2000GeCoA..64.3073O. DOI:10.1016/S0016-7037(00)00422-1.
120. ↑  Bin, Hong (2006). "Influence of microbes on biogeochemistry of arsenic mechanism of arsenic mobilization in groundwater". Advances in Earth Science. ج. 21 ع. 1: 77–82. مؤرشف من الأصل في 2020-11-07.
121. ↑  How Does Arsenic Get into the Groundwater. Civil and Environmental Engineering. University of Maine
122. ↑  Zheng، Y؛ Stute، M؛ Van Geen، A؛ Gavrieli، I؛ Dhar، R؛ Simpson، H.J؛ Schlosser، P؛ Ahmed، K.M (2004). "Redox control of arsenic mobilization in Bangladesh groundwater". Applied Geochemistry. ج. 19 ع. 2: 201–214. Bibcode:2004ApGC...19..201Z. DOI:10.1016/j.apgeochem.2003.09.007.
123. ↑  Thomas, Mary Ann (2007). "The Association of Arsenic With Redox Conditions, Depth, and Ground-Water Age in the Glacial Aquifer System of the Northern United States". U.S. Geological Survey, Virginia. pp. 1–18. نسخة محفوظة 2021-07-31 على موقع واي باك مشين.
124. ↑  Zeng Zhaohua, Zhang Zhiliang (2002). "The formation of As element in groundwater and the controlling factor". Shanghai Geology 87 (3): 11–15.
125. ↑  Johnson، D. L؛ Pilson، M. E. Q (1975). "The oxidation of arsenite in seawater". Environmental Letters. ج. 8 ع. 2: 157–171. DOI:10.1080/00139307509437429. PMID:236901.
126. ↑  Cherry, J. A. (1979). "Arsenic species as an indicator of redox conditions in groundwater". Contemporary Hydrogeology - the George Burke Maxey Memorial Volume. Developments in Water Science. ج. 12. ص. 373–392. DOI:10.1016/S0167-5648(09)70027-9. ISBN:9780444418487.
127. ↑  Cullen، William R؛ Reimer، Kenneth J (1989). "Arsenic speciation in the environment". Chemical Reviews. ج. 89 ع. 4: 713–764. DOI:10.1021/cr00094a002. hdl:10214/2162.
128. ↑  Townsend، Timothy G.؛ Solo-Gabriele، Helena (2 يونيو 2006). Environmental Impacts of Treated Wood. CRC Press. ISBN:9781420006216. مؤرشف من الأصل في 2021-03-09.
129. ↑  Reese Jr.، Robert G. "Commodity Summaries 2002: Arsenic" (PDF). United States Geological Survey. مؤرشف (PDF) من الأصل في 2008-12-17. اطلع عليه بتاريخ 2008-11-08.
130. ↑  "Is CCA treated pine Safe? - Softwoods". www.softwoods.com.au (بAustralian English). Archived from the original on 2021-06-28. Retrieved 2017-02-24.
131. ↑  Saxe، Jennifer K.؛ Wannamaker، Eric J.؛ Conklin، Scott W.؛ Shupe، Todd F.؛ Beck، Barbara D. (1 يناير 2007). "Evaluating landfill disposal of chromated copper arsenate (CCA) treated wood and potential effects on groundwater: evidence from Florida". Chemosphere. ج. 66 ع. 3: 496–504. Bibcode:2007Chmsp..66..496S. DOI:10.1016/j.chemosphere.2006.05.063. PMID:16870233.
132. ↑  BuildingOnline. "CCA Treated Wood Disposal | Wood Preservative Science Council | Objective, Sound, Scientific Analysis of CCA". www.woodpreservativescience.org. مؤرشف من الأصل في 2021-04-27. اطلع عليه بتاريخ 2016-06-16.
133. ↑  "Chromated Copper Arsenate (CCA)". US Environmental Protection Agency. 16 يناير 2014. مؤرشف من الأصل في 2021-10-12. اطلع عليه بتاريخ 2018-10-15.
134. ↑  Peryea، F. J. (20–26 أغسطس 1998). "Historical use of lead arsenate insecticides, resulting in soil contamination and implications for soil remediation". 16th World Congress of Soil Science. Montpellier, France. مؤرشف من الأصل في 7 ديسمبر 2008.
135. ↑  Nachman، Keeve E.؛ Graham، Jay P.؛ Price، Lance B.؛ Silbergeld، Ellen K. (2005). "Arsenic: A Roadblock to Potential Animal Waste Management Solutions". Environmental Health Perspectives. ج. 113 ع. 9: 1123–1124. DOI:10.1289/ehp.7834. PMC:1280389. PMID:16140615.
136. ↑  "Arsenic" (PDF). Agency for Toxic Substances and Disease Registry. Section 5.3, p. 310. مؤرشف من الأصل (PDF) في 2021-04-26.
137. ↑  Jones، F. T. (2007). "A Broad View of Arsenic". Poultry Science. ج. 86 ع. 1: 2–14. DOI:10.1093/ps/86.1.2. PMID:17179408.
138. ↑  Gray، Theodore (3 أبريل 2012). "Arsenic". في Gray, Theodore؛ Mann, Nick (المحررون). Elements: A Visual Exploration of Every Known Atom in the Universe. Hachette Books. ISBN:978-1579128951.
139. 1 2  Staff (8 يونيو 2011). "Questions and Answers on Arsenic-based Animal Drugs". U.S. Food and Drug Administration. مؤرشف من الأصل في 2021-01-25. اطلع عليه بتاريخ 2012-09-21.
140. ↑  "Phar Lap arsenic claims premature: expert". ABC News-AU. 23 أكتوبر 2006. مؤرشف من الأصل في 2020-11-29. اطلع عليه بتاريخ 2016-06-14.
141. ↑  J. M. Hyson: A history of arsenic in dentistry. In: Journal of the California Dental Association. Band 35, Nummer 2, Februar 2007, S. 135–139. PMID 17494382.
142. 1 2 3  Gibaud، Stéphane؛ Jaouen، Gérard (2010). Arsenic – based drugs: from Fowler's solution to modern anticancer chemotherapy. Topics in Organometallic Chemistry. ج. 32. ص. 1–20. Bibcode:2010moc..book....1G. DOI:10.1007/978-3-642-13185-1_1. ISBN:978-3-642-13184-4.
143. ↑  Büscher P, Cecchi G, Jamonneau V, Priotto G (2017). "Human African trypanosomiasis". Lancet. ج. 390 ع. 10110: 2397–2409. DOI:10.1016/S0140-6736(17)31510-6. PMID:28673422.{{استشهاد بدورية محكمة}}:  صيانة الاستشهاد: أسماء متعددة: قائمة المؤلفين (link)
144. ↑  Huet، P. M.؛ Guillaume، E.؛ Cote، J.؛ Légaré، A.؛ Lavoie، P.؛ Viallet، A. (1975). "Noncirrhotic presinusoidal portal hypertension associated with chronic arsenical intoxication". Gastroenterology. ج. 68 ع. 5 Pt 1: 1270–1277. DOI:10.1016/S0016-5085(75)80244-7. PMID:1126603.
145. ↑  Antman، Karen H. (2001). "The History of Arsenic Trioxide in Cancer Therapy". The Oncologist. ج. 6 ع. Suppl 2: 1–2. DOI:10.1634/theoncologist.6-suppl_2-1. PMID:11331433.
146. ↑  Subastri, Ariraman; Arun, Viswanathan; Sharma, Preeti; Preedia babu, Ezhuthupurakkal; Suyavaran, Arumugam; Nithyananthan, Subramaniyam; Alshammari, Ghedeir M.; Aristatile, Balakrishnan; Dharuman, Venkataraman; Thirunavukkarasu, Chinnasamy (1 Nov 2018). "Synthesis and characterisation of arsenic nanoparticles and its interaction with DNA and cytotoxic potential on breast cancer cells". Chemico-Biological Interactions. Nanotechnology, Biology and Toxicology (بالإنجليزية). 295: 73–83. DOI:10.1016/j.cbi.2017.12.025. ISSN:0009-2797. PMID:29277637. Archived from the original on 2021-10-13.
147. ↑  Jennewein، Marc؛ Lewis، M. A.؛ Zhao، D.؛ Tsyganov، E.؛ Slavine، N.؛ He، J.؛ Watkins، L.؛ Kodibagkar، V. D.؛ O'Kelly، S.؛ Kulkarni، P.؛ Antich، P.؛ Hermanne، A.؛ Rösch، F.؛ Mason، R.؛ Thorpe، Ph. (2008). "Vascular Imaging of Solid Tumors in Rats with a Radioactive Arsenic-Labeled Antibody that Binds Exposed Phosphatidylserine". Clinical Cancer Research. ج. 14 ع. 5: 1377–1385. DOI:10.1158/1078-0432.CCR-07-1516. PMC:3436070. PMID:18316558.
148. ↑  Bagshaw، N. E. (1995). "Lead alloys: Past, present and future". Journal of Power Sources. ج. 53 ع. 1: 25–30. Bibcode:1995JPS....53...25B. DOI:10.1016/0378-7753(94)01973-Y.
149. ↑  Guruswamy، Sivaraman (1999). "XIV. Ammunition". Engineering Properties and Applications of Lead Alloys. CRC Press. ص. 569–570. ISBN:978-0-8247-8247-4.
150. ↑  Joseph، Günter؛ Kundig، Konrad J. A؛ Association، International Copper (1999). "Dealloying". Copper: Its Trade, Manufacture, Use, and Environmental Status. ص. 123–124. ISBN:978-0-87170-656-0.
151. ↑  Davis, Joseph R؛ Handbook Committee, ASM International (1 أغسطس 2001). "Dealloying". Copper and copper alloys. ص. 390. ISBN:978-0-87170-726-0.
152. ↑  Nayar (1997). The Metals Databook. ص. 6. ISBN:978-0-07-462300-8. مؤرشف من الأصل في 2021-08-21.
153. ↑  Rahman، F. A.؛ Allan، D. L.؛ Rosen، C. J.؛ Sadowsky، M. J. (2004). "Arsenic availability from chromated copper arsenate (CCA)-treated wood". Journal of Environmental Quality. ج. 33 ع. 1: 173–80. DOI:10.2134/jeq2004.0173. PMID:14964372.
154. ↑  Lichtfouse، Eric (2004). "Electrodialytical Removal of Cu, Cr and As from Threaded Wood". في Lichtfouse, Eric؛ Schwarzbauer, Jan؛ Robert, Didier (المحررون). Environmental Chemistry: Green Chemistry and Pollutants in Ecosystems. Berlin: Springer. ISBN:978-3-540-22860-8.
155. ↑  Mandal، Badal Kumar؛ Suzuki، K. T. (2002). "Arsenic round the world: a review". Talanta. ج. 58 ع. 1: 201–235. DOI:10.1016/S0039-9140(02)00268-0. PMID:18968746.
156. ↑  "Blister Agents". Code Red – Weapons of Mass Destruction. مؤرشف من الأصل في 2015-06-29. اطلع عليه بتاريخ 2010-05-15.
157. ↑  Westing، Arthur H. (1972). "Herbicides in war: Current status and future doubt". Biological Conservation. ج. 4 ع. 5: 322–327. DOI:10.1016/0006-3207(72)90043-2.
158. ↑  Westing، Arthur H. (1971). "Forestry and the War in South Vietnam". Journal of Forestry. ج. 69: 777–783. مؤرشف من الأصل في 2015-12-09.
159. ↑  Timbrell، John (2005). "Butter Yellow and Scheele's Green". The Poison Paradox: Chemicals as Friends and Foes. Oxford University Press. ISBN:978-0-19-280495-2. مؤرشف من الأصل في 2021-03-08.
160. ↑  Cross، J. D.؛ Dale، I. M.؛ Leslie، A. C. D.؛ Smith، H. (1979). "Industrial exposure to arsenic". Journal of Radioanalytical Chemistry. ج. 48 ع. 1–2: 197–208. DOI:10.1007/BF02519786.
161. ↑  Fernando Marte, Amandine Pequinot, David W. Von Endt (2006). "Arsenic in Taxidermy Collections: History, Detection, and Management". Collection Forum. ج. 21 ع. 1–2: 143–150.{{استشهاد بدورية محكمة}}:  صيانة الاستشهاد: أسماء متعددة: قائمة المؤلفين (link)
162. ↑  Parmelee، Cullen W. (1947). Ceramic Glazes (ط. 3rd). Boston, USA: Cahners Books. ص. 61.
163. ↑  "Arsenic Supply Demand and the Environment". Pollution technology review 214: Mercury and arsenic wastes: removal, recovery, treatment, and disposal. William Andrew. 1993. ص. 68. ISBN:978-0-8155-1326-1.
164. ↑  "Arsenic". Sigma Aldrich. 15 أكتوبر 2018. مؤرشف من الأصل في 2021-03-05. اطلع عليه بتاريخ 2018-10-15.
165. ↑  Hughes، Michael F. (2002). "Arsenic toxicity and potential mechanisms of action". Toxicology Letters. ج. 133 ع. 1: 1–16. DOI:10.1016/S0378-4274(02)00084-X. PMID:12076506. مؤرشف من الأصل في 2021-04-27.
166. ↑  "OSHA Arsenic". United States Occupational Safety and Health Administration. مؤرشف من الأصل في 2007-10-12. اطلع عليه بتاريخ 2007-10-08.
167. ↑  "Arsenic Poisoning | Health & Human Services". hhs.iowa.gov (بالإنجليزية). Archived from the original on 2025-04-16. Retrieved 2025-06-28.
168. 1 2  "Arsenic - Poisoning Center | Pediatric Oncall". www.pediatriconcall.com (بالإنجليزية). Archived from the original on 2025-03-25. Retrieved 2025-06-28.
169. ↑  Giannini, A. James؛ Black, Henry Richard؛ Goettsche, Roger L. (1978). The Psychiatric, Psychogenic and Somatopsychic Disorders Handbook. New Hyde Park, NY: Medical Examination Publishing Co. ص. 81–82. ISBN:978-0-87488-596-5.
170. ↑  Arsenic Rule. U.S. Environmental Protection Agency. Adopted 22 January 2001; effective 23 January 2006. نسخة محفوظة 2015-09-30 على موقع واي باك مشين.
171. ↑  "Supporting Document for Action Level for Arsenic in Apple Juice". Fda.gov. مؤرشف من الأصل في 2020-11-29. اطلع عليه بتاريخ 2013-08-21.
172. ↑  "NIOSH Pocket Guide to Chemical Hazards #0038". المعهد الوطني للسلامة والصحة المهنية (NIOSH).
173. ↑  "NIOSH Pocket Guide to Chemical Hazards #0039". المعهد الوطني للسلامة والصحة المهنية (NIOSH).
174. ↑  "Arsenic in Food: FAQ". 5 ديسمبر 2011. مؤرشف من الأصل في 2021-06-12. اطلع عليه بتاريخ 2010-04-11.
175. ↑  M. Banerjee, N. Banerjee, P. Bhattacharjee, D. Mondal, P. R. Lythgoe, M. Martínez, J. Pan, D. A. Polya, A. K. Giri: High arsenic in rice is associated with elevated genotoxic effects in humans. In: Scientific reports. Band 3, Juli 2013, S. 2195, doi:10.1038/srep02195. PMID 23873074.
176. ↑  Codex Alimentarius Commission – Geneva 14-18 July 2014. auf der Webseite der FAO, abgerufen am 2. November 2014 (englisch). نسخة محفوظة 2021-07-31 على موقع واي باك مشين.
177. ↑  Nadja Podbregar: Rätsel um Arsen im Bier gelöst. In: wissenschaft.de. 7. April 2013, abgerufen am 3. November 2014. نسخة محفوظة 2017-11-12 على موقع واي باك مشين.
178. ↑  FDA data shows arsenic in rice, juice and beer. In: Washington Post. 19. Mai 2014, abgerufen am 3. November 2014 (englisch). نسخة محفوظة 2019-09-03 على موقع واي باك مشين.
179. 1 2  J. Elfenbein: Der erste Krimi der Weltgeschichte. Teil 3: Die Machtergreifung des König Darius. In: Borsuye. Zeitschrift für Medizin u. Kultur. 10, 39, 1998, S. 10
180. ↑  Harper, Douglas. "arsenic". قاموس علم اشتقاق الألفاظ. اطلع عليه بتاريخ 2010-05-15.
181. ↑  Rolf Giebelmann: Gifte der Göttinnen, Gattinnen und Gaunerinnen. S. 4, 20. November 2012. نسخة محفوظة 2021-07-31 على موقع واي باك مشين.
182. ↑  Cullen، William (2008). Is Arsenic an Aphrodisiac?. Royal Society of Chemistry. ISBN:978-0-85404-363-7.